# Bombardeos atómicos de Hiroshima y Nagasaki
Los bombardeos atómicos de Hiroshima y Nagasaki (en inglés, atomic bombings of Hiroshima and Nagasaki; en japonés, 日本への原子爆弾投下 (Nippon e no genshi bakudan tōka?), lit., «caída de bombas atómicas en Japón») fueron dos ataques nucleares ordenados por Harry S. Truman, presidente de los Estados Unidos, contra el Imperio del Japón. Los ataques se efectuaron el 6 y el 9 de agosto de 1945 sobre las ciudades de  Hiroshima  y Nagasaki, respectivamente, lo que contribuyó, junto con la guerra soviético-japonesa, a la rendición de Japón y al fin de la Segunda Guerra Mundial. Después de seis meses de intenso bombardeo de otras 67 ciudades, el arma nuclear Little Boy fue soltada sobre Hiroshima el lunes 6 de agosto de 1945, seguida por la detonación de la bomba Fat Man el jueves 9 de agosto sobre Nagasaki. Entre 105 000 y 120 000 personas murieron y 130 000 resultaron heridas. Hasta la fecha, estos bombardeos constituyen los únicos ataques nucleares de la historia.
Se estima que, hacia finales de 1945, las bombas habían matado a 166 000 personas en Hiroshima y 80 000 en Nagasaki, totalizando unas 246 000 muertes, aunque solo la mitad falleció los días de los bombardeos. Entre las víctimas, del 15 al 20 % murieron por lesiones o enfermedades atribuidas al envenenamiento por radiación. Desde entonces, algunas otras personas han fallecido de leucemia (231 casos observados) y distintos cánceres (334 observados) atribuidos a la exposición y a la radiación liberada por las bombas. En ambas ciudades, la gran mayoría de las muertes fueron de civiles.
Seis días después de la detonación sobre Nagasaki, el 15 de agosto de 1945, el Imperio de Japón anunció su rendición incondicional a los «Aliados», haciéndose formal el 2 de septiembre con la firma del acta de capitulación. Con la rendición de Japón, concluyó la guerra del Pacífico y, por tanto, la Segunda Guerra Mundial. Como consecuencias de la derrota, el Imperio nipón fue ocupado por fuerzas aliadas lideradas por los Estados Unidos —con contribuciones de Australia, la India británica, el Reino Unido y Nueva Zelanda— y adoptó los «Tres principios antinucleares», que le prohibían poseer, fabricar e introducir armamento nuclear.

## Historia

### Contexto

#### Antecedentes

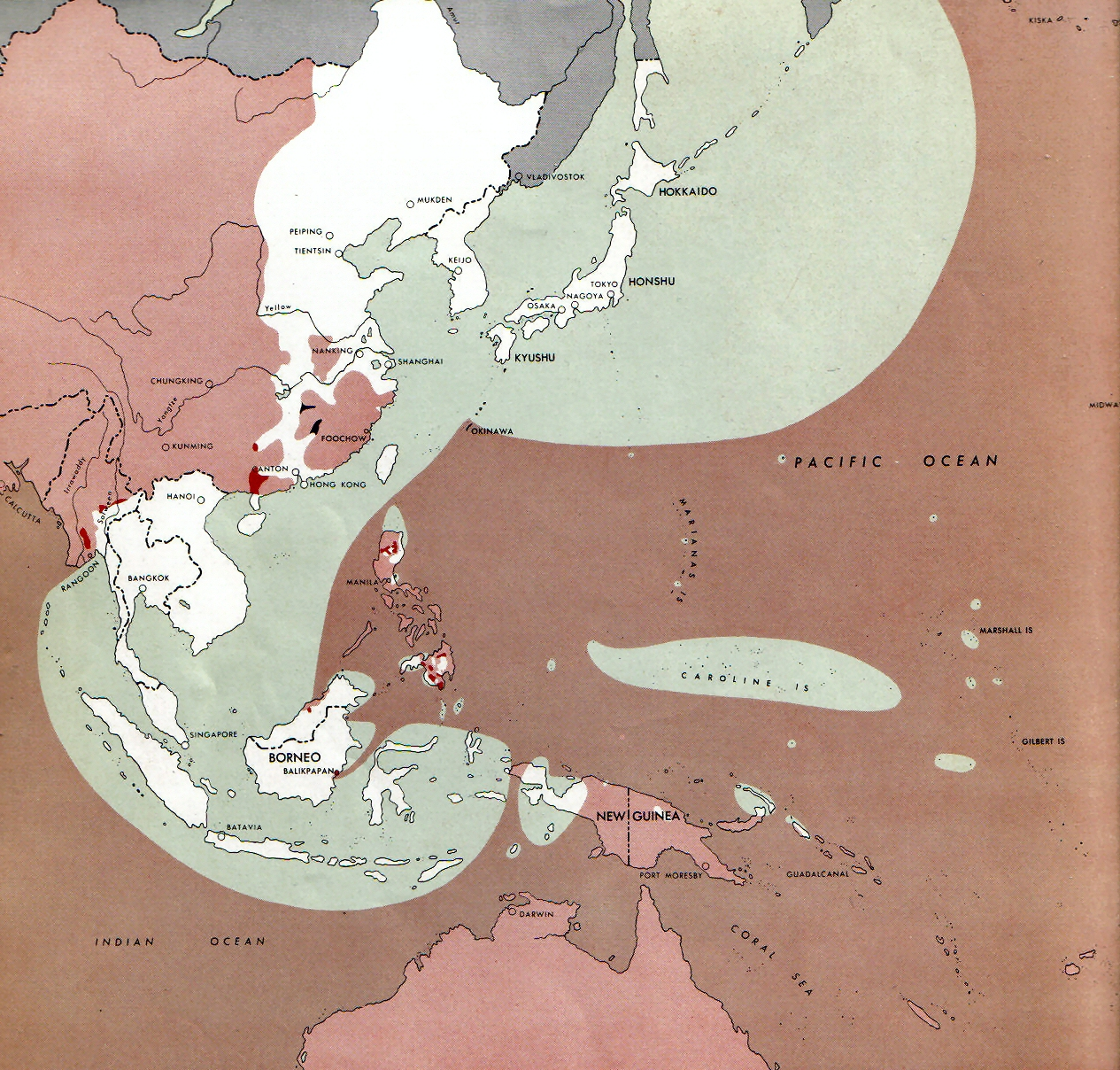
Mapa de la situación de la guerra del Pacífico el 1 de agosto de 1945 en el que se señalan los territorios todavía controlados por Japón.

Después de la Primera Guerra Mundial, no parecía probable un enfrentamiento entre Japón, los Estados Unidos y las naciones coloniales europeas, como potencias aliadas en el pasado contra el colonialismo expansionista alemán en el Pacífico. Sin embargo, en 1922 los japoneses se sintieron perjudicados por el Tratado Naval de Washington, que limitaba el número de barcos que podían poseer, y que aseguraba la supremacía naval de las flotas estadounidense y británica. Además, Japón se sentía agraviado por el hecho de que las potencias europeas ocuparan territorios dentro de lo que consideraba su esfera de influencia, por lo que en 1937 se tomó la decisión de invadir China, conflicto que duraría ocho años. El príncipe Konoye fue nombrado primer ministro en 1940 e integró en su gabinete a Hideki Tōjō y Yōsuke Matsuoka, defensores acérrimos de la expansión de Japón por la fuerza. Para finales de ese mismo año, Japón firmó el Pacto Tripartito con Alemania e Italia, lo que alineaba a Japón con las «Potencias del Eje».
Con la clara intención de establecer la llamada. «Gran Esfera de coprosperidad del este de Asia», en julio de 1941 Japón invadió con sus tropas el sur de Indochina, territorio controlado por Francia, por lo que Estados Unidos decidió tomar represalias, las cuales consistieron en embargos comerciales y la reducción del suministro de petróleo al país en un 90 %. Debido a estas sanciones, así como las impuestas por británicos y neerlandeses, el comercio exterior de Japón disminuyó en un 75 %.
El 5 de noviembre, el emperador Hirohito y el gobierno japonés decidieron declarar la guerra a los Estados Unidos si no se levantaba el embargo petrolero a finales de mes. El 7 de diciembre, la Primera flota japonesa lanzó un ataque aéreo masivo contra Pearl Harbor, por lo que al día siguiente, el 8 de diciembre, el Congreso de los Estados Unidos declaró la guerra a Japón como respuesta a la solicitud después del famoso discurso:

Ayer, 7 de diciembre de 1941 —una fecha que vivirá en la infamia—, los Estados Unidos de América fueron atacados repentina y deliberadamente por las fuerzas aéreas y navales del Imperio de Japón.
Franklin Delano Roosevelt.

El ataque a Pearl Harbor se llevó a cabo tan sólo un día después de que Roosevelt autorizara un proyecto secreto conocido como Manhattan Engineering District, que finalmente se denominó Proyecto Manhattan.

#### El Proyecto Manhattan
El 2 de agosto de 1939, Albert Einstein dirigió una carta a Franklin Roosevelt, reclamando su atención sobre las investigaciones realizadas por los científicos Enrico Fermi y Leó Szilárd, mediante las cuales el uranio podría convertirse en una nueva e importante fuente de energía. En dicha carta explicaba además la posibilidad de fabricar bombas sumamente potentes:

Recientes trabajos realizados por Enrico Fermi y Leo Szilard, cuya versión manuscrita ha llegado a mi conocimiento, me hacen suponer que el elemento uranio puede convertirse en una nueva e importante fuente de energía en un futuro inmediato[...] se ha abierto la posibilidad de realizar una reacción nuclear en cadena en una amplia masa de uranio mediante la cual se generaría una gran cantidad de energía[...]
Este nuevo fenómeno podría conducir a la fabricación de bombas y, aunque con menos certeza, es probable que con este procedimiento se puedan construir bombas de nuevo tipo y extremadamente potentes.
Carta de Einstein enviada a Roosevelt.

Los Estados Unidos, con la ayuda del Reino Unido y Canadá en sus respectivos proyectos secretos «Tube Alloys» y «Chalk River Laboratories», diseñaron y fabricaron las primeras bombas atómicas bajo lo que fue llamado «Proyecto Manhattan». La investigación científica fue dirigida por el físico estadounidense Robert Oppenheimer. La bomba atómica fue probada el 16 de julio de 1945, cerca de Alamogordo, Nuevo México, en lo que se conoció como «Prueba Trinity». La bomba utilizada en la prueba, llamada «gadget», causó una explosión cercana a la que ocasionarían 20 000 toneladas de TNT, mucho mayor de la esperada.

#### Las bombas utilizadas
El proyecto Manhattan produjo dos modelos distintos de bombas atómicas. La bomba lanzada sobre Hiroshima, llamada Little Boy, fue construida con uranio-235, un isótopo del uranio. El diseño de la bomba era más sencillo que el de la utilizada durante el bombardeo de Nagasaki y el principio operacional consistía en disparar piezas de uranio una contra otra. Al juntarse cierta cantidad de 235U (su masa crítica), se producía una reacción de fisión en cadena que provocaba una explosión nuclear. No obstante, la masa crítica necesaria para producir esta reacción debía unirse muy rápidamente, ya que, de lo contrario, el calor emitido al comienzo de la reacción expulsaría el combustible antes de que se consumiera la mayor parte de él. Para evitar este problema, la bomba utilizó un cañón para disparar una parte del uranio 235 dentro de la otra. Debido a que se creía que su diseño era sumamente fiable, se consideró que no hacía falta probarlo antes de usarla.
Tanto el arma de prueba, llamada «gadget», como la bomba que se soltó en Nagasaki llamada Fat Man, se diseñaron para implosionar y estaban fabricadas básicamente de plutonio-239, un elemento sintético. Los científicos en Los Álamos no estaban totalmente seguros de su eficiencia, por lo que este tipo de bomba tuvo que ser probado con antelación al ataque, motivo por el cual se programó la «Prueba Trinity».

#### Elección de los objetivos

Rutas seguidas por los bombarderos atómicos y ubicación de las ciudades atacadas

Los días 11 y 12 de mayo, el Comité para la elección de los objetivos en el Laboratorio Nacional Los Álamos, con Robert Oppenheimer como miembro principal, recomendó Hiroshima, Kioto y Yokohama, así como el arsenal en Kokura, como los objetivos posibles. La selección de dichas ubicaciones se basó en los criterios siguientes:
- Eran mayores de 4,8 km de diámetro y con blancos importantes en grandes áreas urbanas.
- La explosión causaría daño efectivo.
- Era improbable que fueran atacadas en agosto de 1945. «Cualquier objetivo militar pequeño y estrictamente militar debía estar ubicado en un área mucho mayor que fuera susceptible al daño por la explosión para evitar riesgos innecesarios de que el arma se perdiera debido a una mala colocación de la bomba».[25]

Dichas ciudades se mantuvieron prácticamente intactas durante los bombardeos nocturnos llevados a cabo por las Fuerzas Aéreas del Ejército de los Estados Unidos. Hiroshima fue descrita como «un importante depósito de armas y un puerto de embarque en el centro de un área urbana industrial. Es un buen objetivo en el radar y tiene el tamaño suficiente para que gran parte de la ciudad pueda ser exhaustivamente dañada. Existen colinas adyacentes que muy probablemente producirán el efecto de enfocar, lo que seguramente incrementará considerablemente el daño causado por la explosión. Debido a los ríos no es un buen blanco incendiario». El objetivo de lanzar la bomba era obligar a Japón a rendirse incondicionalmente conforme a los términos de la Declaración de Potsdam. El comité aseguró que los factores psicológicos en la selección del objetivo eran de gran importancia, especificando como prioridades:
1. Obtener el mayor efecto psicológico en contra de Japón.
2. Hacer suficientemente espectacular el uso inicial del arma de tal forma que fuera reconocida internacionalmente en términos publicitarios cuando fuera arrojada. Hiroshima tenía la ventaja de tener un mayor tamaño y, con las montañas cercanas enfocando la explosión, la mayor parte de la ciudad sería destruida. El palacio del emperador en Tokio tenía una mayor fama que cualquier otro objetivo pero tenía un valor estratégico menor.

Durante la Segunda Guerra, Edwin O. Reischauer era el experto para el Cuerpo de Inteligencia Militar, por lo que erróneamente se le atribuyó la decisión de no lanzar la bomba sobre Kioto. En su autobiografía, Reischauer refutó dicha aseveración y aseguró que quien merecía el crédito de haber salvado dicha ciudad era en realidad Henry L. Stimson, secretario de Guerra, de quien se dice que admiraba Kioto por haber pasado allí su luna de miel, varias décadas atrás.

#### El ultimátum en Potsdam

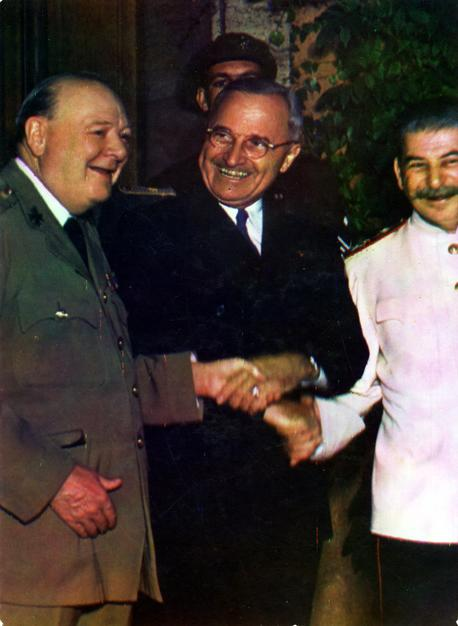
Winston Churchill, Harry S. Truman y Iósif Stalin, líderes de los países vencedores presentes en la Conferencia de Potsdam.

El 26 de julio, Truman y otros líderes aliados emitieron la Declaración de Potsdam, la cual bosquejaba los términos de la rendición de Japón. Fue presentada como un ultimátum y se aseguraba que, sin la debida rendición, los aliados atacarían Japón, resultando en «la inevitable y completa destrucción de las fuerzas armadas japonesas e inevitablemente la devastación del suelo japonés», aunque no se mencionó nada sobre el arma atómica. El 28 de julio se hizo oficial el rechazo por parte del gobierno japonés y el primer ministro Kantarō Suzuki ofreció una conferencia de prensa en la que aseguró que la Declaración era tan sólo una copia (yakinaoshi) de la Declaración de El Cairo y que el gobierno intentaba ignorarla (mokusatsu). Dicha aseveración fue tomada tanto en suelo japonés como en el extranjero como un claro rechazo a la declaración. El emperador, que estaba pendiente de noticias de los emisarios de paz enviados a la URSS, prefirió no intervenir en la posición gubernamental. Además, el 31 de julio dejó claro a su consejero Kōichi Kido que los tesoros imperiales debían ser defendidos a toda costa.
A comienzos de julio, en camino a Potsdam, Truman reexaminó la decisión de usar la bomba. Al final, Truman decidió lanzar las bombas atómicas en Japón con el objetivo de terminar rápidamente la guerra al causar destrucción con las bombas así como miedo de más destrucción, lo que obligaría a Japón a rendirse.

### Bombardeo de Hiroshima

#### Hiroshima durante la Segunda Guerra

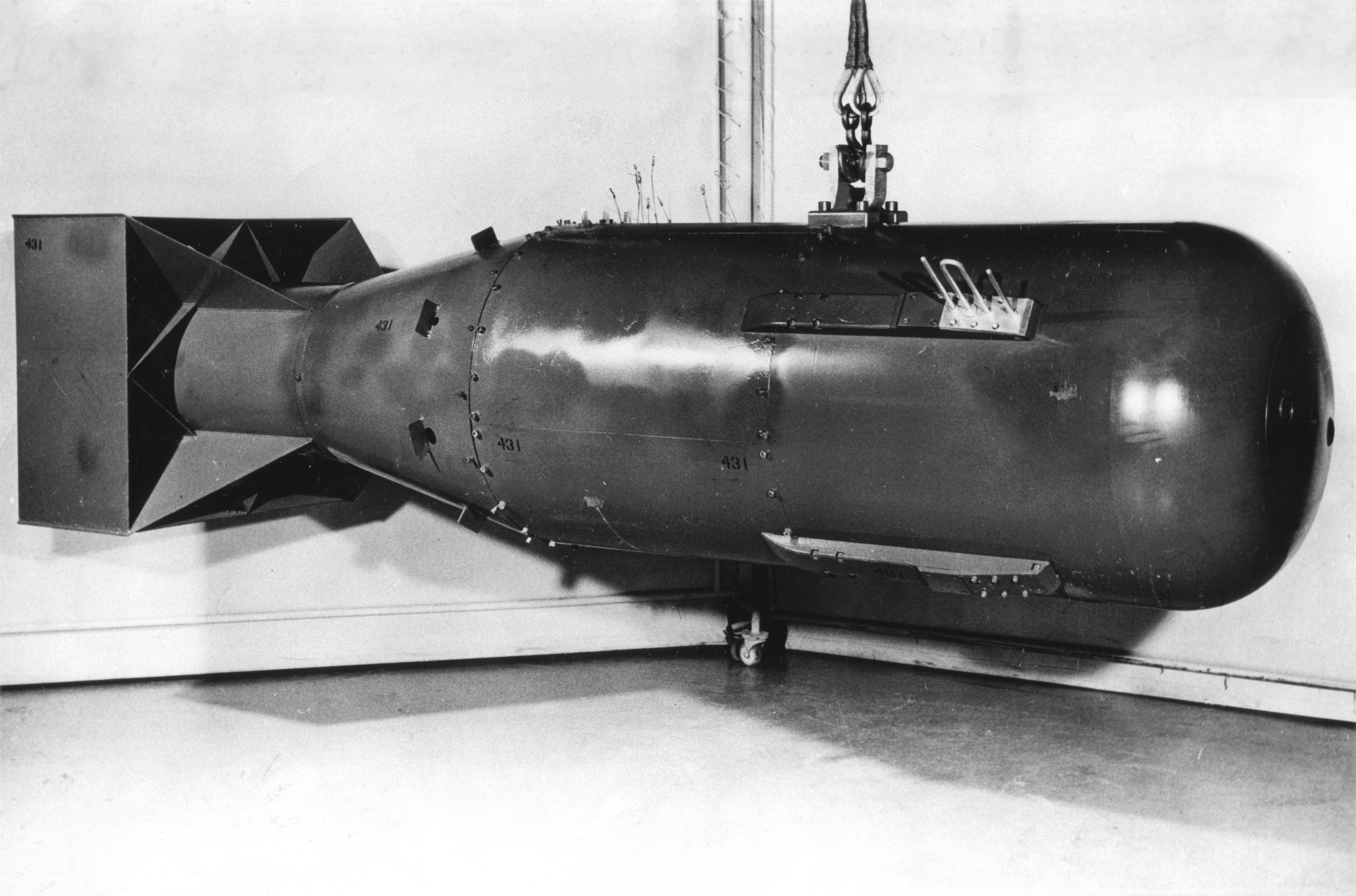
Una maqueta de posguerra de la carcasa de la bomba Little Boy

En el momento del bombardeo, Hiroshima era una ciudad de cierta importancia industrial y militar. Algunos campamentos militares se encontraban en los alrededores, incluyendo los cuarteles generales de la Quinta División y los del Segundo ejército General del mariscal de campo Hata Shunroku, quien comandaba la defensa de toda la parte sur del país. Hiroshima era una base de abastecimiento y logística menor para la milicia japonesa. La ciudad era un centro de comunicación, lugar de almacenamiento y un área de reunión para las tropas. Fue una de las ciudades japonesas que fueron deliberadamente preservadas de los bombardeos aliados con el fin de poder efectuar posteriormente una evaluación precisa de los daños causados por la bomba atómica.
El centro de la ciudad tenía varios edificios reforzados de hormigón, así como estructuras más livianas. Fuera del centro, el área estaba repleta por pequeños talleres de madera ubicados entre los hogares japoneses. Algunas plantas industriales se encontraban en las afueras de la ciudad. Las casas eran de madera con pisos de teja y también muchos edificios industriales tenían armazón de madera, por lo que toda la ciudad en su conjunto era altamente susceptible a daños por incendios.
La población de Hiroshima había alcanzado la cifra máxima de 381 000 antes de la guerra, pero antes del bombardeo la población había disminuido regularmente debido a evacuaciones sistemáticas ordenadas por el gobierno japonés. En el momento del ataque se estima que había aproximadamente 255 000 personas. Esta cifra se basa en los datos de la población registrada según el cómputo de raciones, así como la estimación adicional de trabajadores y soldados que fueron enviados a la ciudad.

#### El Enola Gay

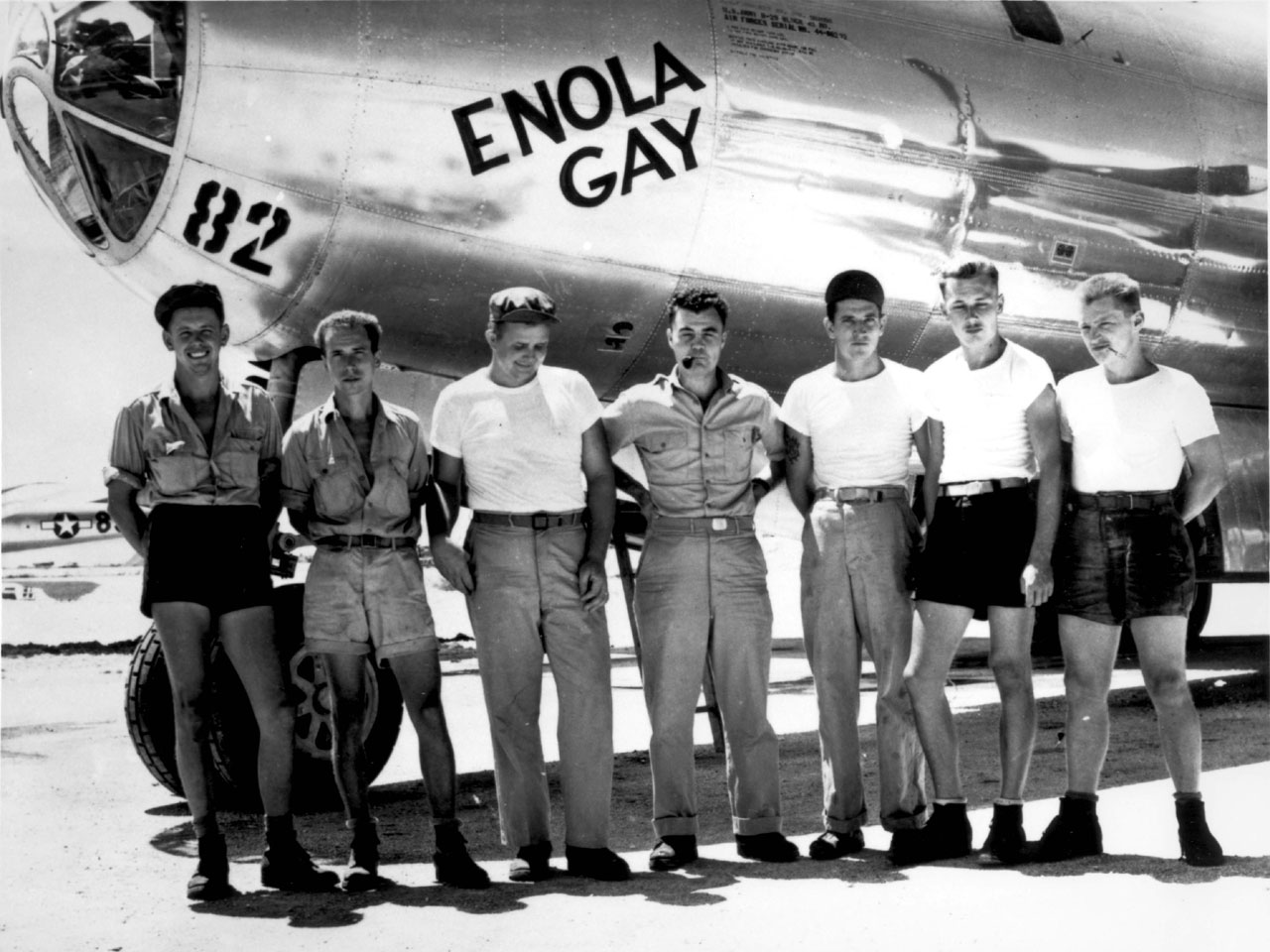
La tripulación de tierra del Enola Gay posa delante del bombardero. En el centro, su piloto Paul Tibbets.

Hiroshima fue el objetivo primario del primer bombardeo atómico seguido de Kokura y Nagasaki como objetivos alternativos. La fecha del 6 de agosto se eligió porque anteriormente la ciudad había estado cubierta por nubes. El B-29 Enola Gay, perteneciente al Escuadrón de Bombardeo 393d, pilotado y comandado por el coronel Paul Tibbets, despegó desde la base aérea de North Field, en Tinian, y realizó un vuelo de aproximadamente seis horas hasta Japón. El Enola Gay fue acompañado por otros dos B-29, el The Great Artiste, que llevaba instrumentos de medida, y el #91, que más tarde fue renombrado como Necessary Evil y que tenía labores de fotografía.

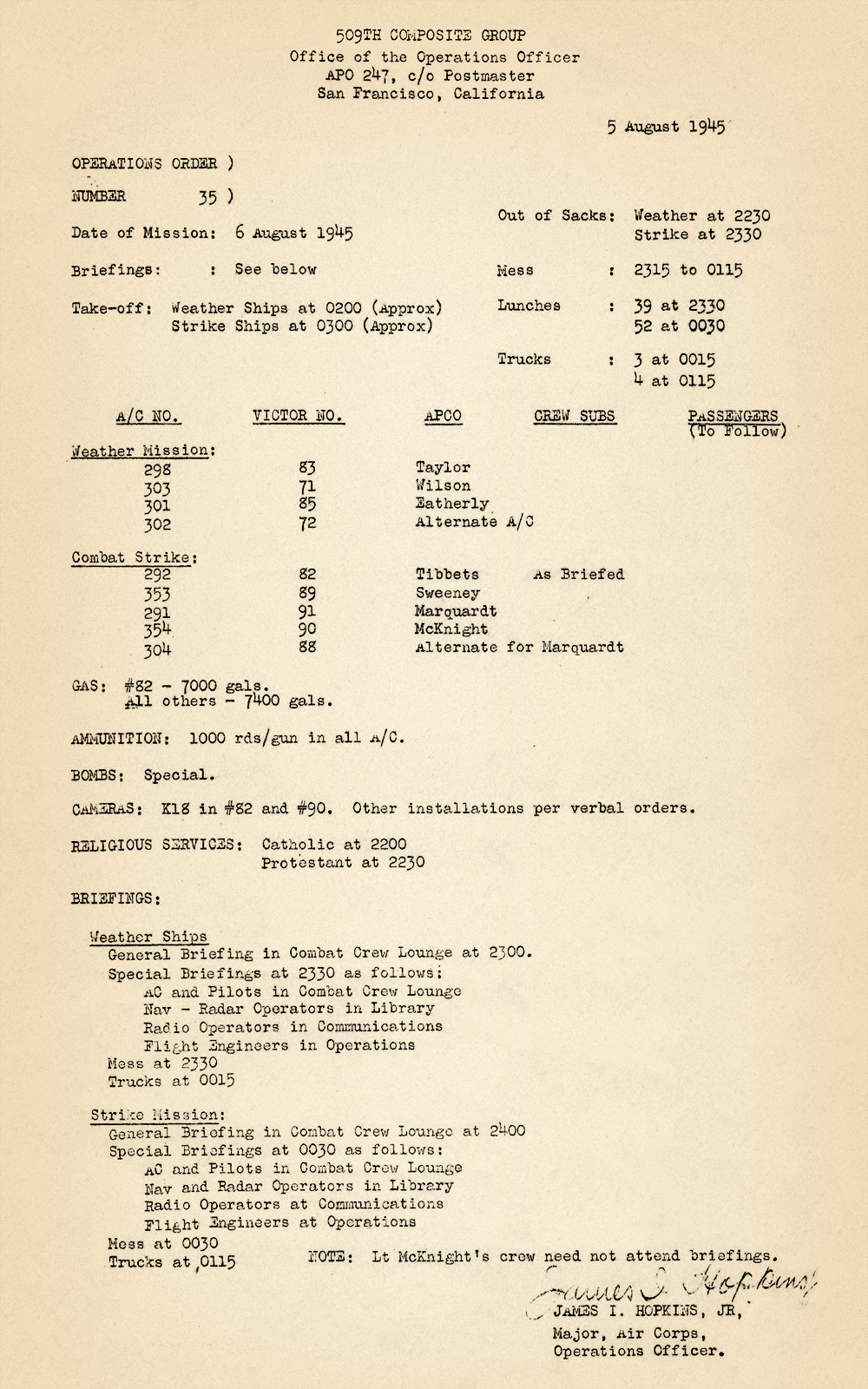
Orden para atacar a Hiroshima el 5 de agosto de 1945.

Después de salir de Tinian, el Enola Gay voló por separado hacia Iwo Jima, donde se reunió a 2440 metros de altura con los bombarderos auxiliares, tomando rumbo hacia Japón. La aeronave arribó al objetivo con clara visibilidad a los 9855 m. Durante el vuelo, el capitán de la Armada William Parsons armó la bomba, ya que se había desactivado para minimizar el riesgo de explosión durante el despegue. Su asistente, el subteniente Morris Jeppson, quitó los dispositivos de seguridad treinta minutos antes de llegar al objetivo.

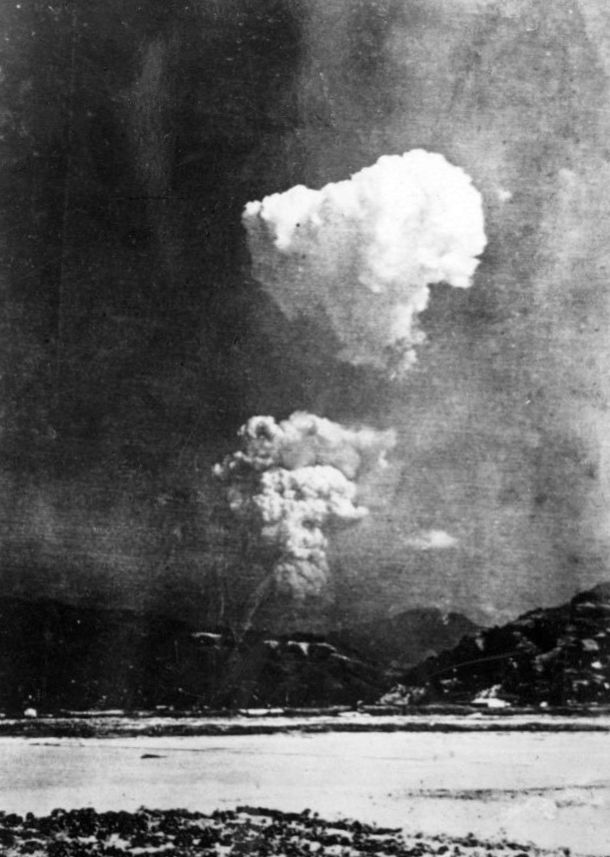
La nube de la bomba atómica de Hiroshima entre 2 y 5 minutos después de la detonación.

Alrededor de las 07:00, el sistema de radares japoneses de alerta temprana detectó a las naves estadounidenses aproximándose desde la parte sur de Japón, por lo que se emitió una alerta a distintas ciudades, entre ellas Hiroshima. Un avión climatológico sobrevoló la ciudad y al no ver signos de los bombarderos, los habitantes decidieron continuar sus actividades diarias. Cerca de las 08:00, el radar detectó nuevamente los B-29 acercándose a la ciudad, por lo que las estaciones de radio emitieron la alarma para que los habitantes se refugiaran, pero muchos la ignoraron.

#### La detonación de la bomba

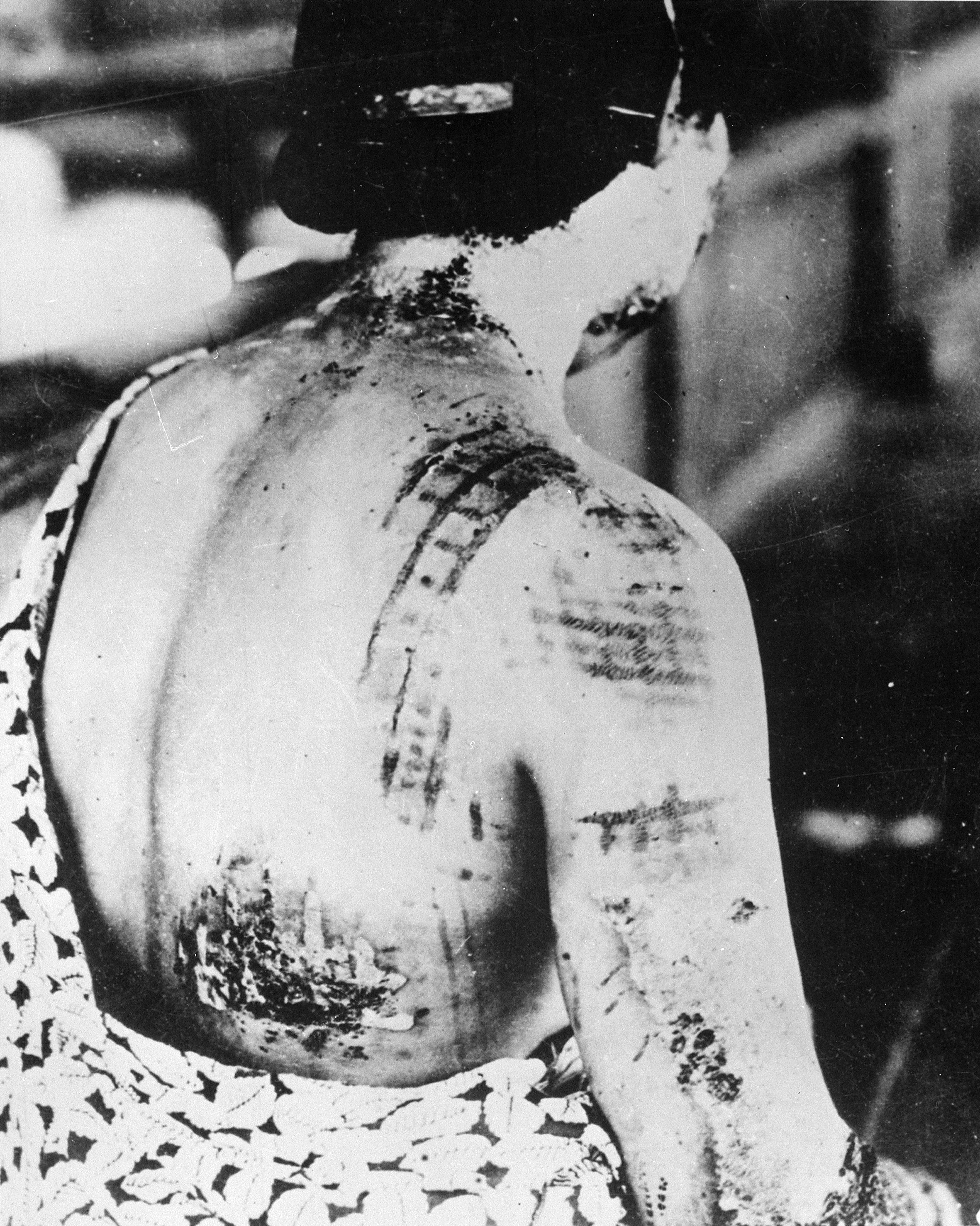
La energía liberada por la bomba fue tan poderosa que incluso quemó por debajo de la ropa. Las manchas oscuras sobre la piel de esta víctima coinciden con el patrón de la ropa que utilizaba, y quedaron impregnadas como cicatrices, mientras que la piel bajo las partes más claras (que absorben menos energía) no fue dañada tan severamente.

La mañana del lunes 6 de agosto de 1945, la bomba Little Boy fue arrojada a las 08:15 de la mañana de Hiroshima y alcanzó en 55 segundos la altura determinada para su explosión, aproximadamente 600 metros sobre la ciudad. Debido a vientos laterales falló el blanco principal, el puente Aioi, por casi 244 metros, explotando justo encima de la Clínica quirúrgica de Shima. La detonación creó una explosión equivalente a 16 kilotones de TNT, a pesar de que el arma con U-235 se consideraba muy ineficiente, pues solo se fisionaba el 1,38 % de su material. Se estima que instantáneamente la temperatura se elevó a más de un millón de grados centígrados, lo que incendió el aire circundante, creando una bola de fuego de 256 metros de diámetro aproximadamente. En menos de un segundo la bola se expandió a 274 metros.
Mientras el Enola Gay se alejaba a toda velocidad de la ciudad, el capitán Robert A. Lewis, copiloto del bombardero, comentó: «Dios mío, ¿qué hemos hecho?». Bob Caron, artillero de cola del Enola Gay, describió así la escena:

Una columna de humo asciende rápidamente. Su centro muestra un terrible color rojo. Es una masa burbujeante gris violácea, con un núcleo rojo. Todo es pura turbulencia. Los incendios se extienden por todas partes como llamas que surgiesen de un enorme lecho de brasas. Comienzo a contar los incendios. Uno, dos, tres, cuatro, cinco, seis... catorce, quince... es imposible. Son demasiados para poder contarlos. Aquí llega la forma de hongo de la que nos habló el capitán Parsons. Viene hacia aquí. Es como una masa de melaza burbujeante. El hongo se extiende. Puede que tenga mil quinientos o quizá tres mil metros de anchura y unos ochocientos de altura. Crece más y más. Está casi a nuestro nivel y sigue ascendiendo. Es muy negro, pero muestra cierto tinte violáceo muy extraño. La base del hongo se parece a una densa niebla atravesada con un lanzallamas. La ciudad debe estar abajo de todo eso. Las llamas y el humo se están hinchando y se arremolinan alrededor de las estribaciones. Las colinas están desapareciendo bajo el humo. Todo cuanto veo ahora de la ciudad es el muelle principal y lo que parece ser un campo de aviación.
Bob Caron, artillero de cola/fotógrafo del Enola Gay.

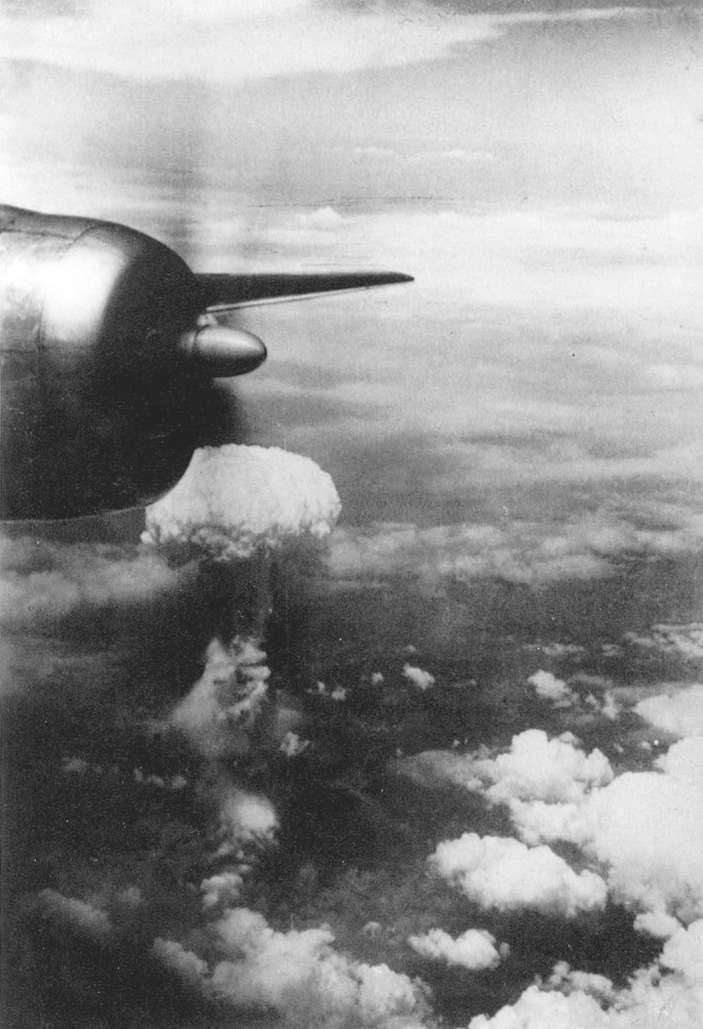
Nube de hongo fotografiada desde uno de los B-29 que acompañaron al Enola Gay

La explosión rompió los vidrios de las ventanas de edificios localizados a una distancia de 16 kilómetros y pudo sentirse hasta a 59 kilómetros de distancia.
Alrededor de 30 minutos después comenzó un efecto extraño: empezó a caer una lluvia de color negro al noroeste de la ciudad. Esta «lluvia negra» estaba llena de suciedad, polvo, hollín, así como partículas altamente radiactivas, lo que ocasionó contaminación aun en zonas remotas.
El radio de total destrucción fue de 1,6 kilómetros, provocando incendios en 11,4 km². Los estadounidenses estimaron que 12,1 km² de la ciudad fueron destruidos. Autoridades japonesas calcularon que el 69 % de los edificios de Hiroshima fueron destruidos y entre el 6 y 7 % resultó dañado.
A pesar de que aviones estadounidenses habían lanzado previamente panfletos advirtiendo a los civiles de bombardeos aéreos en otras doce ciudades, los residentes de Hiroshima nunca fueron advertidos de un ataque nuclear. Entre 70 000 y 80 000 personas, cerca del 30 % de la población de Hiroshima, murieron instantáneamente cuando la bomba explotó, mientras que otras 70 000 resultaron heridas. Cerca del 90 % de los médicos y el 93 % de las enfermeras que se encontraban en Hiroshima murieron o resultaron heridos, puesto que la mayoría se hallaba en el centro de la ciudad, área que recibió el mayor impacto.

### Galería

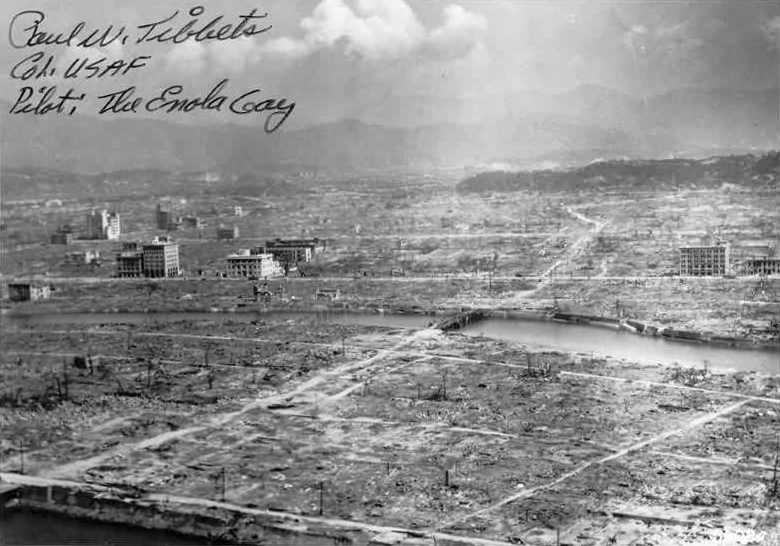
Hiroshima tras el bombardeado.
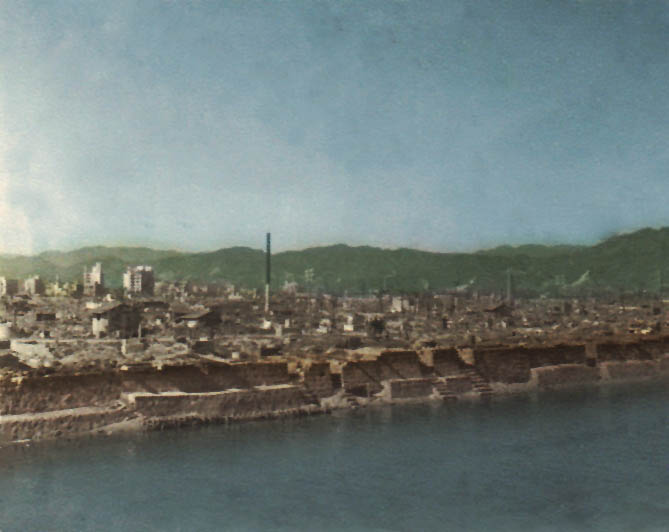
Ruinas de Hiroshima.
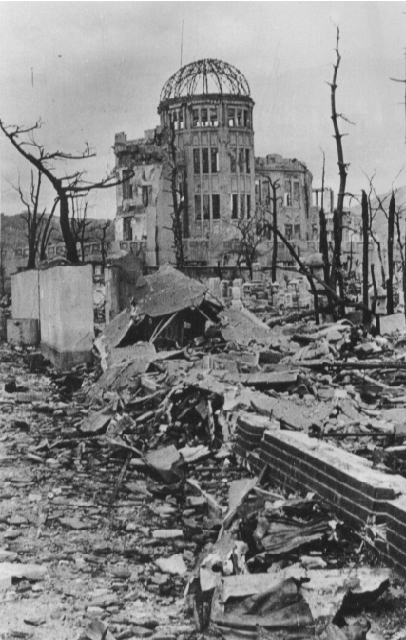
La Cúpula Genbaku después del Bombardeo.
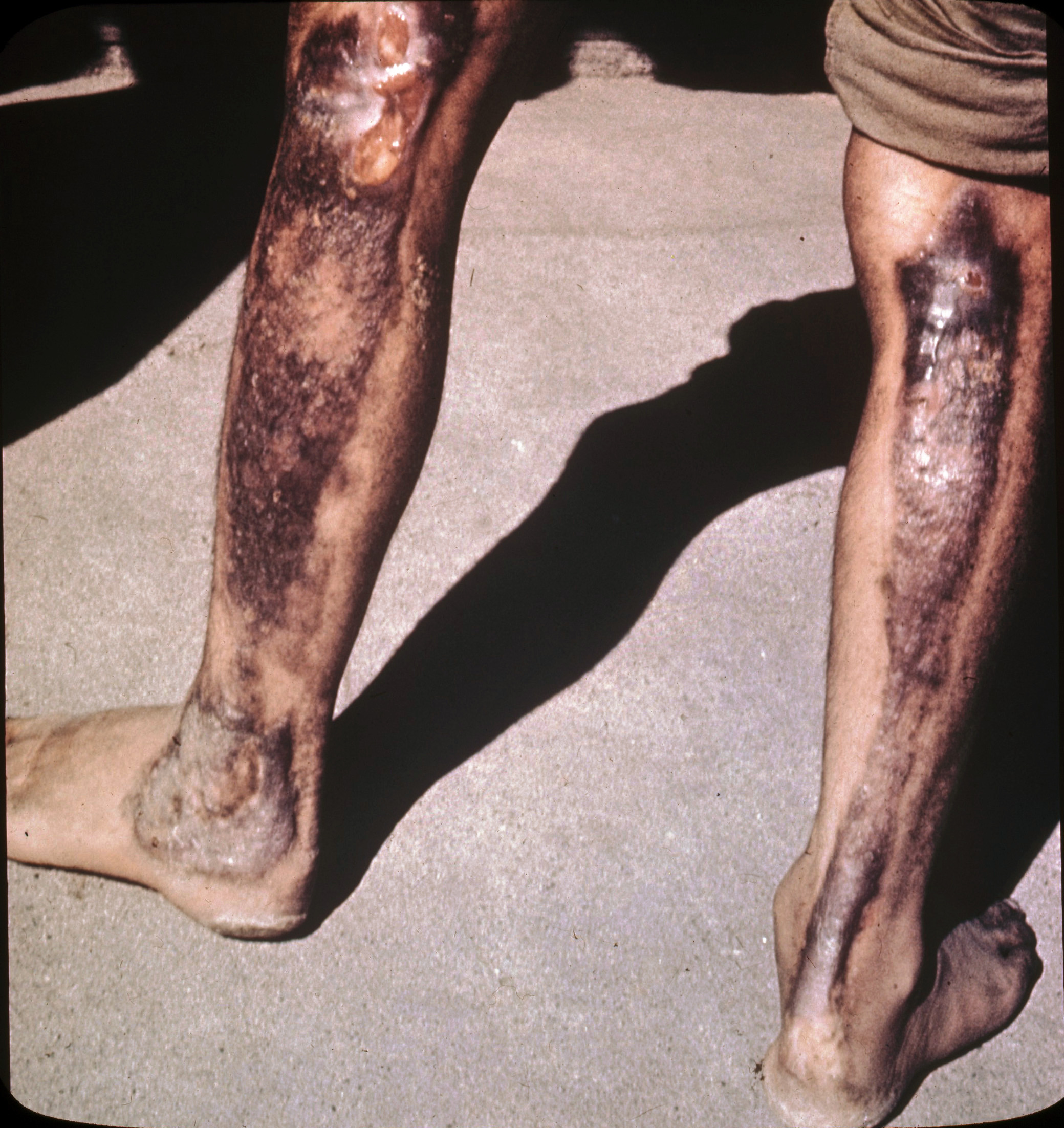
Quemaduras de un superviviente.
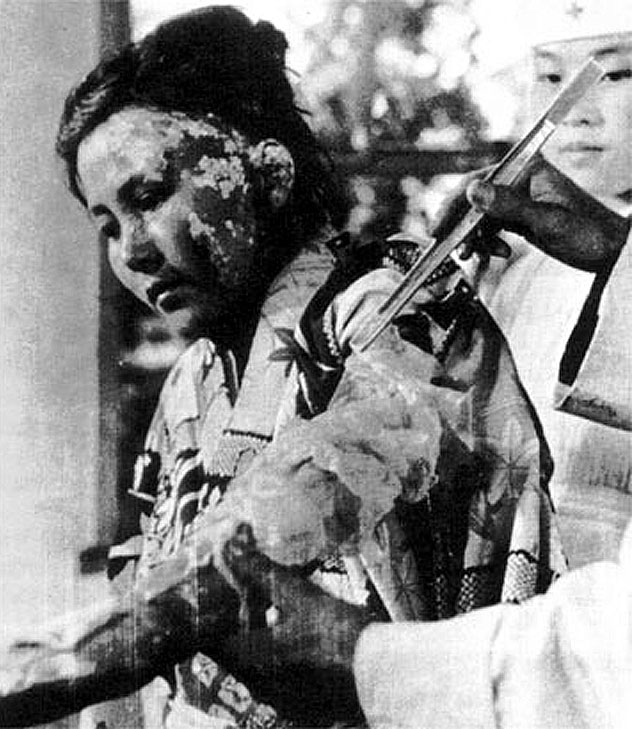
Toyoko Kugata, víctima de 22 años en tratamiento en el Hospital de Cruz Roja de Hiroshima (6 de Agosto de 1945).
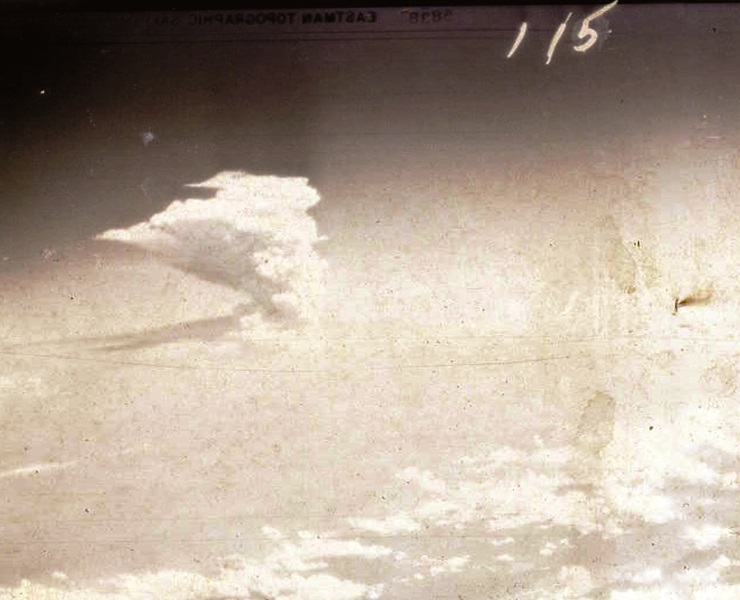
Foto de la Tormenta ígnea provocada por la explosión de Little Boy.

#### Acontecimientos en Hiroshima
El operador de control de la Corporación Radiodifusora de Japón en Tokio se dio cuenta de que la estación de Hiroshima había dejado súbitamente de emitir, por lo que intentó restablecer la programación utilizando otra línea telefónica, pero también falló. Cerca de veinte minutos después, el centro telegráfico del ferrocarril de Tokio notó que la principal línea telegráfica había dejado de funcionar justo al norte de Hiroshima. De algunas pequeñas estaciones a 16 kilómetros de distancia de Hiroshima comenzaron a llegar informes confusos sobre una terrible explosión en la ciudad: una «nube siniestra», un «destello terrible», un «fuerte estruendo». Todos los mensajes fueron retransmitidos a los cuarteles centrales del Estado Mayor del Ejército Imperial Japonés.
Distintas bases militares intentaron en varias ocasiones llamar a la estación de control militar en Hiroshima. El completo silencio de la ciudad intrigaba al personal en los cuarteles centrales, que no habían recibido ninguna alerta de bombardeo a gran escala y sabían que en Hiroshima no se almacenaba una cantidad significativa de explosivos. Un joven oficial del Estado mayor fue designado para volar inmediatamente a Hiroshima, aterrizar, analizar el daño y regresar a Tokio con información de primera mano. Después de volar durante tres horas, cuando se encontraban todavía a unos 160 kilómetros de distancia de la ciudad, él y su piloto divisaron una gran nube de humo: los restos de Hiroshima estaban en llamas. Su avión pronto llegó a la ciudad, que rodearon desde el aire. Una enorme superficie de tierra carbonizada y una densa nube de humo era todo lo que quedaba de ella. Aterrizaron al sur, y después de regresar a Tokio con su informe, el oficial comenzó a organizar las medidas de auxilio.

#### Harry Truman a los estadounidenses
Dieciséis horas después del ataque, el presidente Truman anunció públicamente desde Washington D. C. el uso de una bomba atómica:

Los japoneses comenzaron la guerra desde el aire en Pearl Harbor. Ahora les hemos devuelto el golpe multiplicado. Con esta bomba hemos añadido un nuevo y revolucionario incremento en destrucción a fin de aumentar el creciente poder de nuestras fuerzas armadas. En su forma actual, estas bombas se están produciendo. Incluso están en desarrollo otras más potentes. [...] Ahora estamos preparados para arrasar más rápida y completamente toda la fuerza productiva japonesa que se encuentre en cualquier ciudad. Vamos a destruir sus muelles, sus fábricas y sus comunicaciones. No nos engañemos, vamos a destruir completamente el poder de Japón para hacer la guerra. [...] El 26 de julio publicamos en Potsdam un ultimátum para evitar la destrucción total del pueblo japonés. Sus dirigentes rechazaron el ultimátum inmediatamente. Si no aceptan nuestras condiciones, pueden esperar una lluvia de destrucción desde el aire como la que nunca se ha visto en esta tierra.
 Harry S. Truman.

El anuncio de Truman fue la primera noticia real que se tuvo en Tokio de lo que había pasado e inmediatamente se formó el Comité de Contramedida de la Bomba Atómica, integrado por personal del ejército, la armada y ministerios del interior. A pesar del nombre del comité, gran parte de los integrantes dudaban que efectivamente se hubiera utilizado una bomba atómica, pues se creía que la tecnología estadounidense no estaba tan avanzada como para desarrollarla, ni para transportarla por todo el océano Pacífico. Solo cuando el personal fue a la zona a investigar la destrucción ocurrida, aceptaron que ninguna bomba convencional podría haber causado tanto daño.
El 8 de agosto, unos periódicos en Estados Unidos informaban sobre las descripciones de la devastación retransmitidas por las emisoras de Radio Tokio: «Prácticamente todas las cosas vivas, humanos y animales, se quemaron hasta la muerte», decían los locutores japoneses en una transmisión interceptada por los aliados.

#### Decesos posteriores al bombardeo
De acuerdo a la mayoría de las estimaciones, los efectos inmediatos mataron aproximadamente a 70 000 personas en Hiroshima. La estimación total de muertes de finales de 1945, en la que se incluyen quemaduras, muertes relacionadas con la radiación, así como efectos agravados por la falta de recursos médicos, varía entre los 90 000 y los 140 000. La falta de recursos médicos se debía a que muchos profesionales de la salud murieron después de que explotara la bomba y los que sobrevivieron ignoraban los efectos de la radiación, así que no sabían cómo tratar a las personas que continuaban llegando quemadas. Se ignoraban los efectos tardíos que la radiación podía producir, puesto que era la primera bomba de este modelo que se utilizó en el mundo. La calidad y cantidad de las radiaciones recibidas por las personas continuó envuelta en incertidumbre, ya que la potencia de la bomba debía ser calculada solo a base de experimentos en reactores sobre otras armas y distintos ensayos.
Algunas otras fuentes aseguran que más de 200 000 personas fallecieron hasta 1950, ya sea a causa de cáncer y otros padecimientos a largo plazo. Entre 1950 y 1990, el 9 % de las muertes ocasionadas por cáncer y leucemia entre los supervivientes al bombardeo se debió a la radiación de las bombas; entre ellas, se estima que 89 casos fueron por leucemia y 339 de distintos padecimientos de cáncer. La leucemia comenzó a aumentar en número de casos, tres años después de haber explotado la bomba; además, diez meses después de la explosión, empezó a aparecer la catarata en los supervivientes, y algunos de los niños que estaban por nacer tuvieron una disminución en el tamaño de la cabeza y en algunos se produjo algún tipo de retraso. Por lo menos once prisioneros de guerra fallecieron durante el bombardeo.

#### Estructuras que permanecieron en pie
La ciudad se encontraba en ruinas. Aproximadamente el 69 % de los edificios de Hiroshima fueron destruidos. Algunos edificios de hormigón en Hiroshima habían sido construidos con una gran resistencia debido al constante riesgo de sismos en Japón, y aunque su armazón no colapsó aun estando muy cerca del epicentro, las paredes mostraron un daño interno severo ocasionado por la presión descendente de la explosión.
Debido a que la bomba detonó en el aire, la explosión se enfocó más hacia abajo que hacia los lados, por lo que el edificio conocido como Cúpula Genbaku (原爆ドーム Genbaku Dōmu?) o Cúpula de la Bomba Atómica, pudo permanecer en pie a pesar de encontrarse a tan sólo 150 metros de la zona cero. Las ruinas fueron renombradas como Monumento de la Paz de Hiroshima y fue catalogado como Patrimonio de la Humanidad en 1996 con la objeción de los Estados Unidos y China.

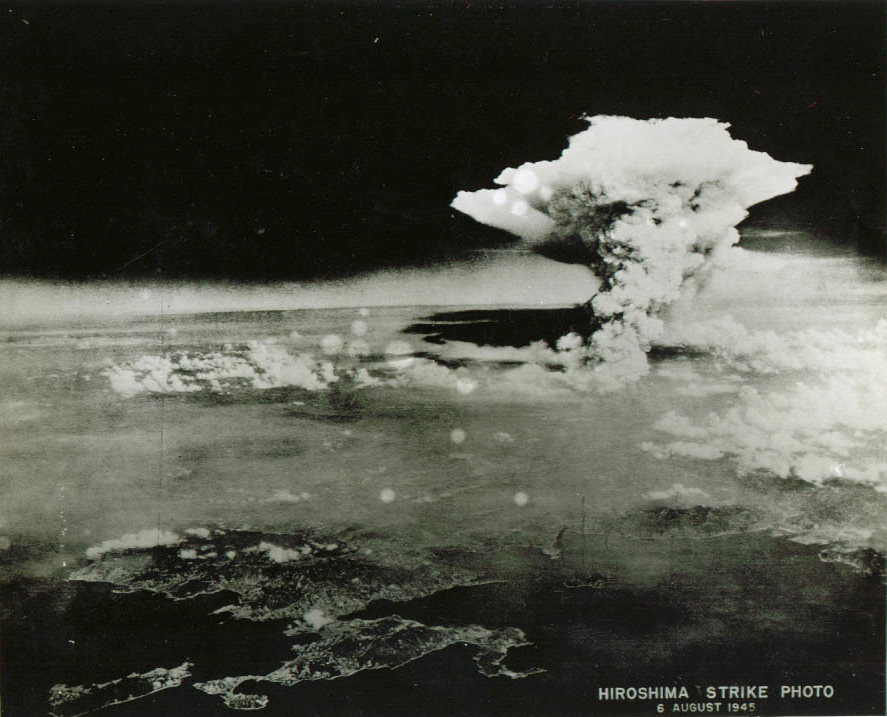
Durante décadas, esta foto del "ataque de Hiroshima" se identificó erróneamente como la nube en forma de hongo de la bomba que se formó en c. 08:16. Sin embargo, debido a su altura mucho mayor, la escena fue identificada por un investigador en marzo de 2016 como la nube de tormenta de fuego que envolvió la ciudad. un incendio que alcanzó su máxima intensidad unas tres horas después de la bomba.

Eizō Nomura (野村 英三 Nomura Eizō?) fue el superviviente más cercano a la «zona cero» que se conoce. Eizō se encontraba en el sótano de una moderna «casa de descanso», a sólo 170 metros de distancia en el momento del ataque. Akiko Takakura (高蔵 信子 Takakura Akiko?) fue también una de las supervivientes más cercanas al epicentro de la explosión. Akiko se encontraba dentro del Banco de Hiroshima, a tan sólo 300 metros de la «zona cero».

### Eventos entre el 7 y 9 de agosto
Después del bombardeo de Hiroshima, Truman anunció: «Si no aceptan nuestros términos, pueden esperar una lluvia de destrucción desde el aire, algo nunca visto sobre esta tierra».
El gobierno japonés no reaccionó ante la declaración de Potsdam. El emperador Hirohito, el gobierno y el Consejo de Guerra estaban considerando cuatro condiciones para la rendición: que se preservara el kokutai (el sistema imperial y la política nacional), que el Estado Mayor tuviera la responsabilidad del desarme y desmovilización, la no ocupación del país y que la obligación de castigar los crímenes de guerra recayera en el gobierno japonés.
El ministro del Exterior soviético Vyacheslav Molotov anunció a Tokio que la Unión Soviética había abrogado unilateralmente el Pacto de Neutralidad el 5 de abril. Dos minutos después de medianoche del 9 de agosto, hora de Tokio, infantería soviética, tanques blindados y fuerzas aéreas lanzaron una ofensiva en Manchuria. Cuatro horas más tarde, llegó a Tokio la noticia de que la Unión Soviética había declarado la guerra a Japón. Los principales dirigentes del Ejército Imperial Japonés, junto con el ministro de Guerra Korechika Anami, llevaron a cabo los preparativos para imponer la ley marcial en el país.
El responsable de la fecha del segundo bombardeo fue el coronel Tibbets, comandante del 509BW en Tinian. Programado originalmente para el 11 de agosto contra la ciudad de Kokura, el bombardeo se reprogramó y reubicó con la finalidad de evitar un periodo de mal tiempo de cinco días que se avecinaba y el cual se esperaba que comenzara el 10 de agosto. Tres bombas previamente ensambladas se habían transportado a Tinian, etiquetadas como F-31, F-32 y F-33 en su exterior. El 8 de agosto se llevó a cabo un ensayo de ensamblaje conducido por el mayor Charles Sweeney utilizando un B-29 llamado Bockscar como el bombardero. La F-33 se gastó probando los componentes, por lo que la F-31 fue designada para la misión del 9 de agosto.

### Bombardeo de Nagasaki el 9 de agosto

#### Nagasaki durante la Segunda Guerra Mundial

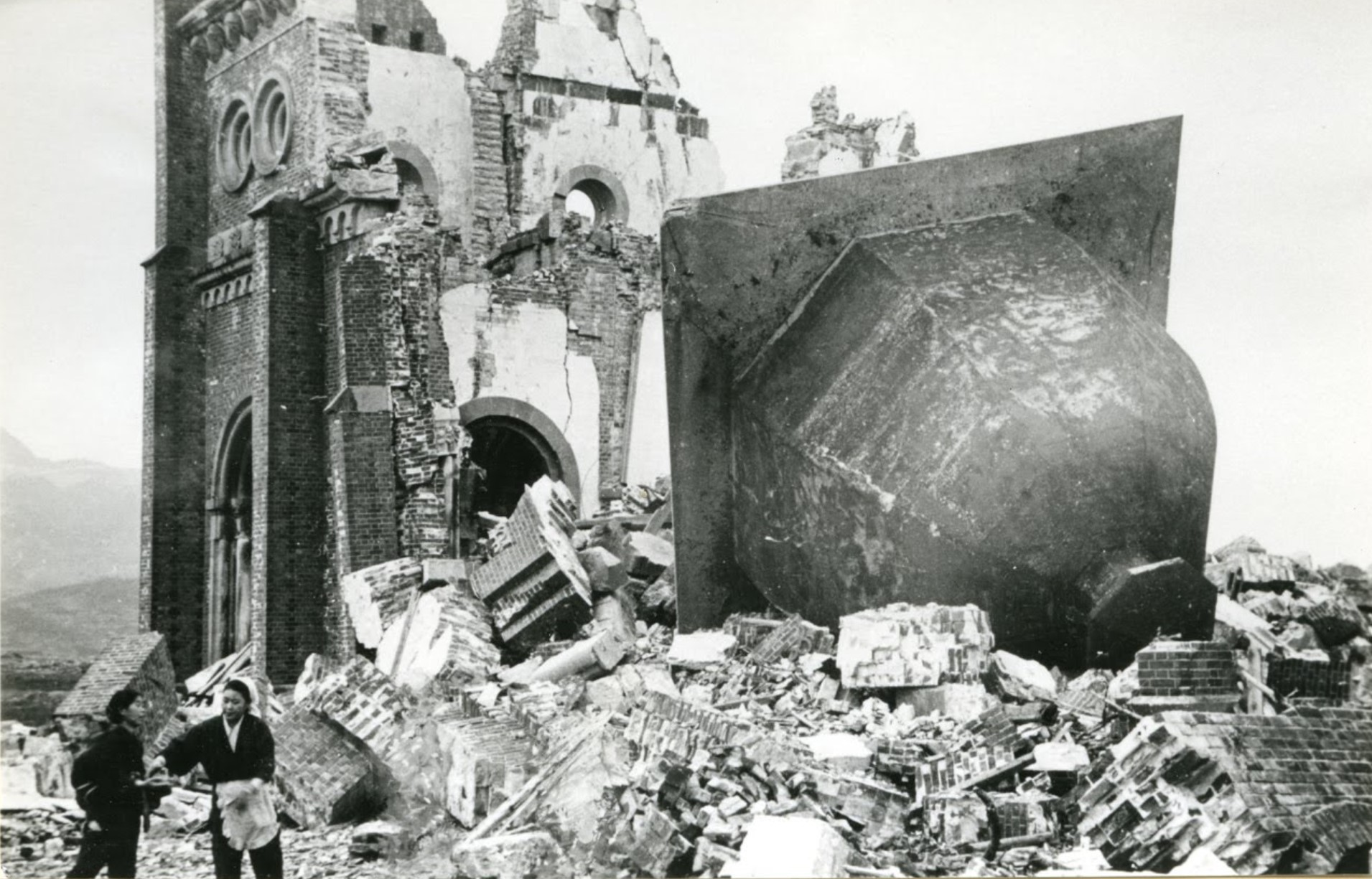
Urakami Tenshudo. Fotografía tomada en enero de 1946 de una iglesia católica destruida por la bomba atómica.

La ciudad de Nagasaki había sido uno de los puertos más grandes en la parte sur de Japón y tuvo gran importancia durante la guerra por su gran actividad industrial, incluyendo la producción de artillería, barcos, equipo militar, así como otros materiales de guerra.
En contraste con el aspecto moderno de Hiroshima, la mayoría de los hogares eran de tipo antiguo: edificios de madera en su totalidad y suelo de azulejo. Muchas de las pequeñas industrias también estaban alojadas en edificios de madera y no contaban con la infraestructura necesaria en caso de explosión. Debido a que la ciudad creció sin un orden ni planificación adecuada, era común encontrar hogares adyacentes a fábricas a lo largo de todo el valle.
Nagasaki nunca había sufrido un bombardeo a gran escala antes de la explosión nuclear, aunque el primero de agosto de 1945 algunas bombas fueron arrojadas sobre la ciudad. Algunas de ellas dieron en astilleros y puertos de la parte suroeste de la ciudad, otras hicieron blanco en la fábrica de Mitsubishi y seis de ellas cayeron sobre la Escuela Médica y Hospital de Nagasaki. A pesar de que el daño se puede considerar como reducido, el bombardeo creó preocupación entre los habitantes y mucha gente, especialmente niños, fueron evacuados hacia las zonas rurales. y fue bombardeada a pequeña escala cinco veces. Durante una de estas redadas el 1 de agosto, se lanzaron varias bombas convencionales de alto explosivo sobre la ciudad. Algunos atacaron los astilleros y las áreas de los muelles en la parte suroeste de la ciudad, y varios atacaron Mitsubishi Steel and Arms Works. A principios de agosto, la ciudad fue defendida por el 134.º Regimiento Antiaéreo de la 4ª División Antiaérea con cuatro baterías de cañones antiaéreos de 7 cm (2,8 pulgadas) y dos baterías de reflectores.

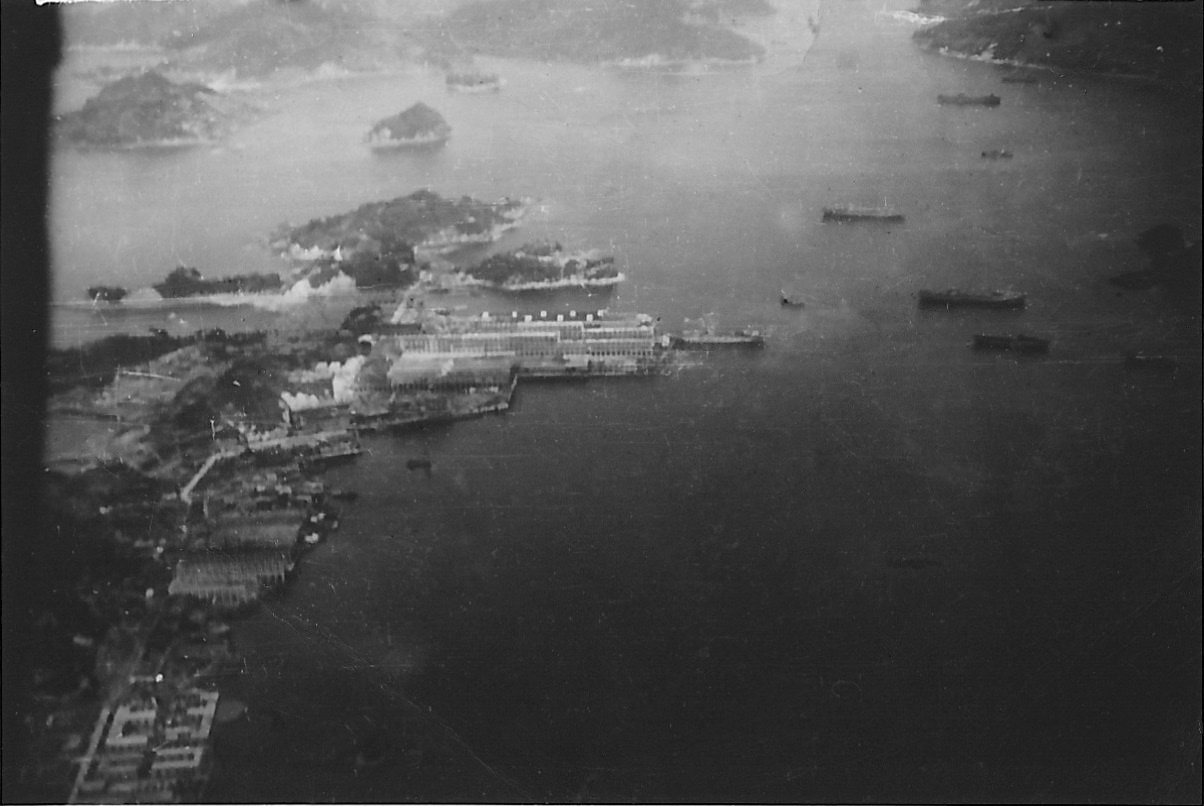
El puerto de Nagasaki en agosto de 1945 antes de que la ciudad fuera alcanzada por la bomba atómica.

#### Comienzo de la misión del bombardero

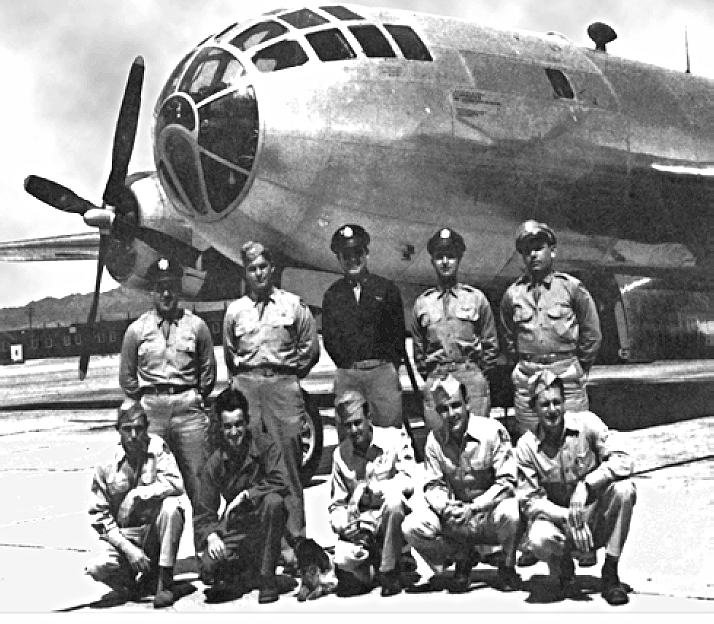
La tripulación del B-29 llamado Bockscar, el elegido para llevar a cabo el lanzamiento de la bomba de plutonio Fat Man.

Durante la mañana del jueves 9 de agosto de 1945, el B-29 Bockscar, pilotado por el mayor Charles Sweeney, transportó el arma nuclear llamada Fat Man con la intención de lanzarla sobre Kokura como blanco principal y Nagasaki como objetivo secundario. El plan para esta misión fue prácticamente idéntico al de Hiroshima: dos B-29 volando una hora antes sobre el objetivo con la finalidad de hacer el reconocimiento de las condiciones climáticas y dos B-29 más acompañando el bombardero con instrumentación. Sweeney despegó con la bomba armada, aunque con los seguros eléctricos puestos.
Los B-29 enviados como observadores climatológicos informaron que ambos objetivos estaban despejados. El bombardero Bockscar arribó al punto de reunión pero la tercera aeronave, Big Stink, no logró unirse tempranamente a la misión, por lo que el bombardero y la aeronave de instrumentación tuvieron que volar en círculos durante cuarenta minutos esperando a la aeronave retrasada. Con treinta minutos de retraso, Sweeney decidió continuar la misión sin el avión ausente.
Cuando llegaron a Kokura, la ciudad estaba cubierta en un 70 % por nubes, que la oscurecían. Después de pasar tres veces por encima y con el combustible consumiéndose y en un nivel bastante bajo debido a un desperfecto en una de las bombas de un motor, decidieron ir por el objetivo secundario, la ciudad de Nagasaki. El cálculo del consumo de gasolina indicaba que el bombardero no tendría suficiente combustible como para llegar hasta Iwo Jima y se verían obligados a desviarse hacia Okinawa. Se decidió primeramente que si Nagasaki presentaba las mismas condiciones climáticas, entonces regresarían con la bomba a Okinawa y tratarían de desecharla en el mar, aunque posteriormente el comandante Frederick Ashworth decidió que se utilizaría el radar si el objetivo no era visible.
Alrededor de las 07:50, la alerta de bombardeo aéreo sonó en la ciudad pero a las 08:30 se emitió la señal de que el peligro se había alejado. Cuando se avistaron los dos B-29 a las 10:53, autoridades japonesas estimaron que las aeronaves solo tendrían labores de reconocimiento, por lo que no se emitió alarma alguna.
Pocos minutos después, a las 11:00, desde el The Great Artiste se lanzaron instrumentos de medida atados a tres paracaídas. Junto con los instrumentos se envió una carta sin firmar dirigida al profesor Ryokichi Sagane, un físico nuclear de la Universidad de Tokio, quien había estudiado con tres de los científicos responsables de desarrollar el arma nuclear. El objetivo de dicha misiva era pedirle que le dijera al Estado Mayor japonés el daño que involucraban estas armas de destrucción masiva, además de que hiciera todo lo que estuviera a su alcance para convencer a las autoridades del país de terminar la guerra. Aunque los mensajes fueron encontrados por autoridades militares, el profesor Sagane no fue avisado hasta un mes después. En 1949 uno de los autores de la carta, Luis Walter Álvarez, se entrevistó con Sagane y firmó el documento.

#### La bomba estalla
En el último minuto se abrió una brecha entre las nubes, lo que permitió al capitán Kermit Beahan tener contacto visual con el objetivo como había sido ordenado, por lo que la bomba fue soltada a las 11:01 de la mañana. Cuarenta y tres segundos después la bomba explotó a 469 metros de altura sobre la ciudad y a casi 3 km de distancia del hipocentro planeado originalmente. La explosión se confinó al valle Urakami y la mayor parte de la ciudad fue protegida por las colinas cercanas. La explosión resultante tuvo una detonación equivalente a 22 kilotones y generó una temperatura estimada de 3900 grados Celsius y vientos de 1005 km/h.
Se calcula que inmediatamente fallecieron entre 35 000 y 40 000 personas, mientras que el total de decesos para finales de 1945 alcanzó de 60 000 a 80 000. De los 35 000 a 40 000 muertos, 27 778 eran trabajadores industriales japoneses, 2000 trabajadores esclavos coreanos y 150 soldados japoneses.
El radio de destrucción total fue de 1,6 km y se extendieron incendios en la parte norte de la ciudad hasta una distancia de 3,2 km del hipocentro. En Nagasaki tuvo lugar la «lluvia negra» y aunque sus efectos fueron más devastadores en el área inmediata del hipocentro, la topografía del lugar evitó que el radio de destrucción fuera mayor. Se calcula que el porcentaje de estructuras y edificios destruidos estuvo en el orden del 40 %, incluyendo el estadio, hogares, hospitales y escuelas.
Un número desconocido de supervivientes de Hiroshima se había trasladado hasta Nagasaki, donde nuevamente fueron bombardeados.

### Consecuencias

#### Planes para más ataques atómicos
Los Estados Unidos esperaban tener otra bomba atómica lista para ser utilizada durante la tercera semana de agosto, tres más en el mes de septiembre y otras tres para octubre.
El 10 de agosto, el mayor general Leslie Groves, director militar del Proyecto Manhattan, envió un memorándum al general del Ejército George Marshall en el que se leía: «La siguiente bomba [...] deberá de estar lista para entregarse al primer día de tiempo adecuado, después del 17 ó 18 de agosto». Ese mismo día, Marshall endosó el documento con el comentario «No se soltará sobre Japón sin la orden expresa del Presidente». En el Departamento de Guerra se llevaba, además, un debate sobre conservar la producción de las bombas atómicas hasta que se llevara a cabo la Operación Downfall, la invasión a Japón.

#### Rendición de Japón y subsecuente ocupación
El 9 de agosto, el consejo de guerra aún insistía en defender sus cuatro condiciones para admitir la rendición del país. Ese día, el emperador Hirohito ordenó a Koichi Kido controlar rápidamente la situación, que adquiría tintes trágicos tras la declaración de guerra de la Unión Soviética y el inicio de la batalla de Manchuria. El emperador mantuvo una conferencia durante la cual autorizó al ministro Shigenori Tōgō para notificar a los Aliados que Japón aceptaría los términos de la rendición con una sola condición: que no se comprometiera ni exigiera ningún detrimento a la prerrogativa de su majestad el emperador como gobernante soberano.
El 12 de agosto, el emperador informó a la familia imperial su decisión de rendirse. Uno de sus sobrinos, el príncipe Asaka, preguntó si la guerra continuaría si la kokutai no se preservaba. Hirohito únicamente contestó «por supuesto».

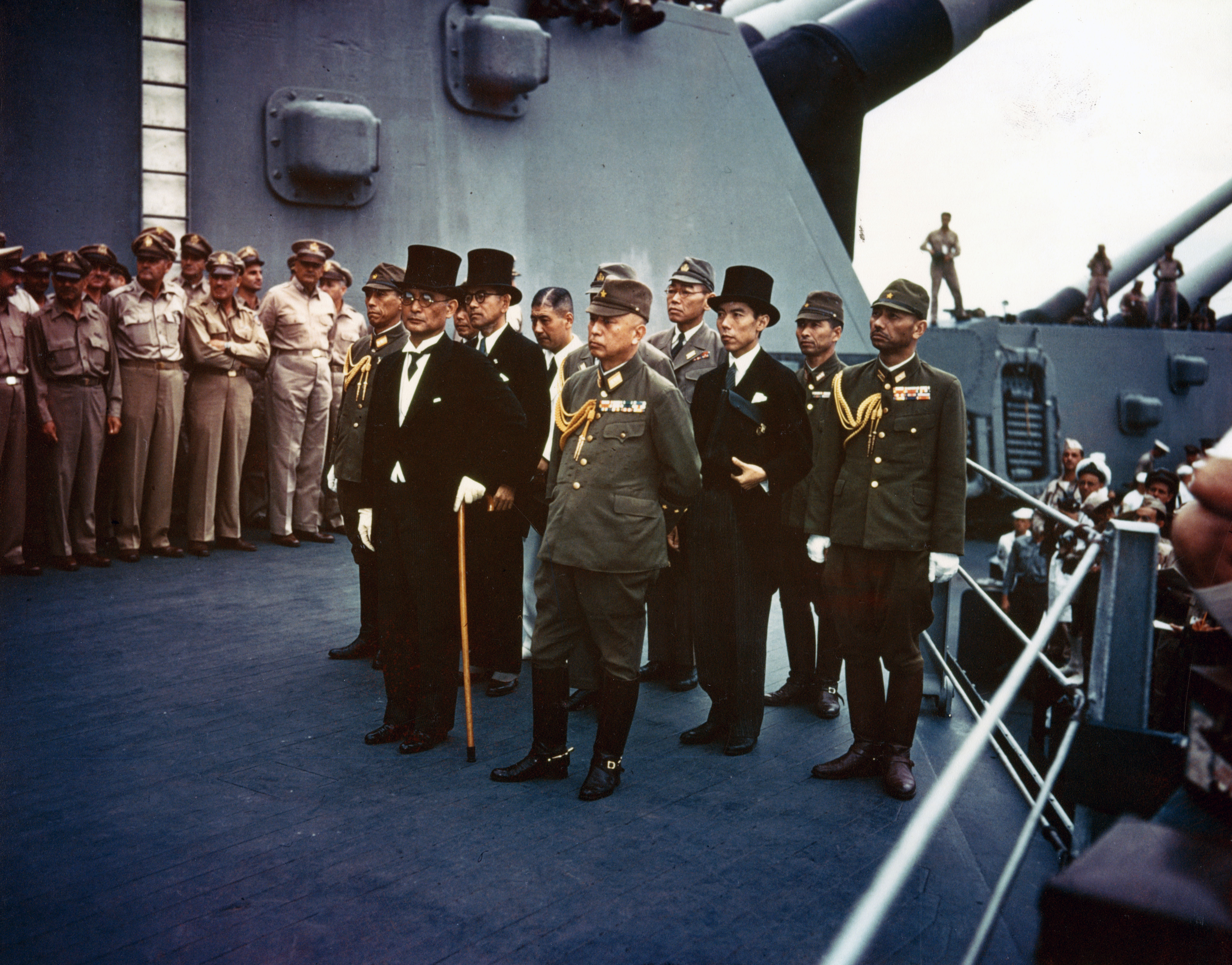
Los representantes japoneses a bordo del USS Missouri durante la ceremonia de rendición el 2 de septiembre de 1945

Debido a que los términos de los Aliados parecían dejar intacto el principio de preservación del Trono, Hirohito grabó el 14 de agosto su anuncio de capitulación, que fue retransmitido a toda la nación el día siguiente, no sin despertar una breve rebelión de militares opuestos a dicha decisión.
En dicho anuncio, Hirohito se refirió a las bombas atómicas:

Además, el enemigo ha empezado a utilizar una bomba nueva y sumamente cruel, con un poder de destrucción incalculable y que acaba con la vida de muchos inocentes. Si continuásemos la lucha, solo conseguiríamos la devastación y el colapso de la nación japonesa, y eso conduciría a la total extinción de la civilización humana.

La rendición se hizo oficial el 2 de septiembre de 1945 a bordo del USS Missouri y estuvo presidida por el general McArthur, comandante supremo de las Fuerzas Aliadas.
Un año después de los bombardeos, aproximadamente 40 000 soldados de ocupación se encontraban en Hiroshima y 27 000 en Nagasaki. Entre otras condiciones de la rendición, los japoneses admitieron cambios constitucionales, ocupación de su territorio (Okinawa permaneció ocupada por EE. UU. hasta 1972), instalación de numerosas bases militares y prohibición de constituir un ejército propio. Recientemente, estas sanciones han empezado a afrontar tímidas modificaciones.

#### Comisión de Víctimas de la Bomba Atómica

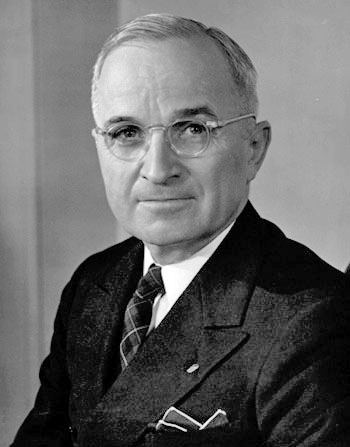
Harry S. Truman tomó la decisión de lanzar las bombas atómicas, y asimismo ordenó la creación de la Comisión de Víctimas de la Bomba Atómica para que se investigaran sus efectos.

Durante la primavera de 1948, se formó la Comisión de Víctimas de la Bomba Atómica (ABCC por sus siglas en inglés) por mandato de Truman con el objetivo de que la Academia Nacional de Ciencias y el Consejo de Investigación Nacional llevaran a cabo las investigaciones necesarias para determinar los efectos posteriores de la radiación entre los supervivientes de Hiroshima y Nagasaki. Entre las víctimas se encontraron una gran cantidad de decesos indeseados, por ejemplo:
- Prisioneros de guerra aliados.
- Trabajadores chinos y coreanos.
- Estudiantes de Malasia que estaban becados.
- Cerca de 3200 ciudadanos estadounidense-japoneses.[92]

Una de las primeras acciones de la ABCC fue la de observar los resultados de los embarazos en Hiroshima y Nagasaki, así como en una ciudad controlada experimentalmente, Kure, para discernir las condiciones y resultados con los casos relacionados con exposición a la radiación. Algunos autores aseguran que la ABCC se negó a proporcionar tratamientos médicos para los supervivientes salvo en casos estudiados, e incluso algunos aseguran que la atención médica fue negada para obtener «mejores resultados» en la investigación. En 1975, se creó la Fundación para la Investigación de los Efectos Radioactivos (Radiation Effects Research Foundation) para asumir las responsabilidades de la ABCC.

#### Loshibakusha

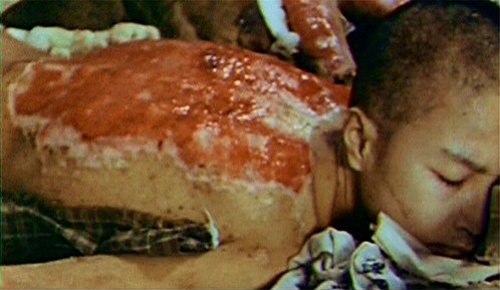
Fotografía de Sumiteru Taniguchi, superviviente del ataque a Nagasaki, tomada en enero de 1946. Actualmente se exhibe en el Museo de la Bomba Atómica de Nagasaki.

Las víctimas supervivientes de los bombardeos son llamadas hibakusha (被爆者?), una palabra en japonés que literalmente significa 'persona bombardeada'. Ser hibakusha, aseguran los supervivientes, era como una maldición, que los estigmatizaba. Además de las enfermedades a las que se enfrentaron, estos supervivientes también tuvieron que lidiar con el rechazo del resto de la sociedad, vivían ocultando su condición, ya que nadie quería casarse con personas como estas e incluso les negaban trabajos si se llegaba a conocer que eran hibakusha. Según estudios independientes realizados sobre distintas catástrofes, los hechos traumáticos alteran profundamente el conjunto de creencias esenciales que las personas tienen sobre sí mismas. Esto fue lo que ocurrió en Japón y más grave aún, dado que las personas eran rechazadas por la sociedad.
Por mucho tiempo vivieron ignorando lo que había ocurrido y los efectos tardíos que esta situación podía tener en ellos o sus hijos. Un año y medio después de la tragedia, los supervivientes supieron que lo que ellos habían presenciado había sido la explosión de una bomba atómica. Tres años después se formaron por primera vez como asociación de víctimas para pedir ayuda al gobierno, para tratamientos, pues no tenían dinero y muchos morían. Para el año 2008, 243 692 hibakusha eran reconocidos por el gobierno japonés, la mayoría viviendo en dicho país. El gobierno además asegura que el 1 % de dichos supervivientes padece alguna enfermedad asociada a la radiación.
Memoriales en Hiroshima y Nagasaki contienen listas de los hibakusha que se sabe que han muerto desde los bombardeos. Actualizadas anualmente durante el aniversario de los bombardeos, en 2008 los memoriales contenían los nombres de más de 400 000 hibakusha, 258 310 en Hiroshima y 145 984 en Nagasaki.

##### Sobrevivientes coreanos
Durante la guerra, fueron llevados muchos conscriptos coreanos tanto a Hiroshima como a Nagasaki para realizar trabajos forzados. De acuerdo a algunas estimaciones, alrededor del 10 % de los fallecidos en los bombardeos provenía de Corea. Además, se estima que una de cada siete de las víctimas de Hiroshima tenía ascendencia coreana. Durante muchos años, los coreanos tuvieron que luchar para que se les reconociera como víctimas de los bombardeos y les fueron negados subsidios por enfermedad, situación que ha ido cambiando poco a poco a través de distintas demandas.

##### Doble sobreviviente
El 24 de marzo de 2009, el gobierno japonés reconoció a Tsutomu Yamaguchi como un doble hibakusha. Yamaguchi estaba a una distancia de tres kilómetros del punto cero en Hiroshima, donde se encontraba en un viaje de negocios cuando detonó la bomba atómica. Sufrió severas quemaduras en el lado izquierdo del cuerpo. El 8 de agosto regresó a su tierra natal, Nagasaki, donde al día siguiente se expuso a la radiación residual de la bomba mientras buscaba a sus familiares. Yamaguchi es el primer superviviente confirmado de ambos bombardeos. Falleció el 4 de enero de 2010, a la edad de 93 años, por cáncer de estómago.
El documental de 2006 Twice Survived: The Doubly Atomic Bombed of Hiroshima and Nagasaki, registra 165 nijū hibakusha (gente afectada dos veces por la explosión) y fue proyectado en las Naciones Unidas.

## Debate sobre los bombardeos
La bomba atómica fue más que un arma de una terrible destrucción, fue un arma psicológica.
Henry L. Stimson, exsecretario de Guerra de los Estados Unidos.

La importancia de los bombardeos en la rendición de Japón, así como la justificación ética de Estados Unidos, han sido tema de debates entre académicos y público en general durante décadas. J. Samuel Walker escribió en abril de 2005 un resumen de la historiografía reciente sobre el tema: «Parece que la controversia sobre el uso de la bomba aún continúa». Walker hace notar que «el aspecto fundamental que ha dividido a los académicos por casi cuatro décadas radica en que si fue necesario usar la bomba para obtener la victoria en la guerra en el Pacífico en términos satisfactorios para Estados Unidos».
Con motivo del quincuagésimo aniversario de los bombardeos, el periódico estadounidense The Seattle Times clasificó los debates al respecto de la siguiente forma:
- La bomba era necesaria o estaba justificada porque:
  - Los japoneses habían demostrado una resistencia semifanática, como los ataques kamikazes de Okinawa, los suicidios masivos de Saipán o la lucha hasta prácticamente el último hombre en las islas del Pacífico. El bombardeo de Tokio había matado a más de 100 000 personas sin efectos políticos, por lo que la bomba era necesaria para la rendición del país.
  - Con solo dos bombas construidas y listas para usarse, era demasiado arriesgado «gastar» una al lanzarla sobre un área despoblada.
  - Una invasión del Japón habría costado una gran cantidad de vidas en ambos bandos, de tal forma que se rebasaría el número de muertes de ambos bombardeos.
  - Ambas ciudades habrían sufrido bombardeos incendiarios de cualquier forma.
  - El uso inmediato de la bomba convenció al mundo de su horror y se disuadió su utilización cuando se construyeron más bombas.
  - El uso de la bomba sorprendió tanto a la Unión Soviética, y la guerra terminó tan rápidamente, que estos no pudieron solicitar la invasión conjunta de Japón.

- La bomba no era necesaria o no estaba justificada porque:
  - Japón ya estaba listo para rendirse antes de los bombardeos.
  - El rechazo estadounidense a los términos de la rendición, al no garantizar la continuidad de la figura del emperador, prolongó la guerra innecesariamente.
  - Una explosión de demostración sobre la bahía de Tokio habría servido para convencer a los líderes de los efectos de la bomba sin muertes.
  - Aún lanzándose las bombas en Hiroshima y Nagasaki, una advertencia previa habría permitido que cientos de miles de civiles se pusieran a salvo, sin que el poder destructivo de las bombas perdiese por ello su pretendido efecto intimidatorio.
  - Incluso si el bombardeo de Hiroshima fuese justificado, los Estados Unidos no le dieron tiempo suficiente a los japoneses a considerar los alcances de la bomba antes del bombardeo de Nagasaki.
  - Las ciudades tenían casi nulo valor militar. La proporción entre civiles y militares era de cinco o seis a uno.
  - 12 prisioneros estadounidenses fallecieron en Hiroshima, todos eran pilotos derribados y estaban confinados en el Cuartel General de la Policía Militar de Chūgoku convertido en cuartel militar. Este cuartel estaba a 400 m del punto cero del ataque, solo uno se salvó por haber sido trasladado a otro lugar más lejano del hipocentro. En Nagasaki había prisioneros neerlandeses y británicos, pues aún se estaba estudiando su destino.[110]

## Los sitios bombardeados en la actualidad

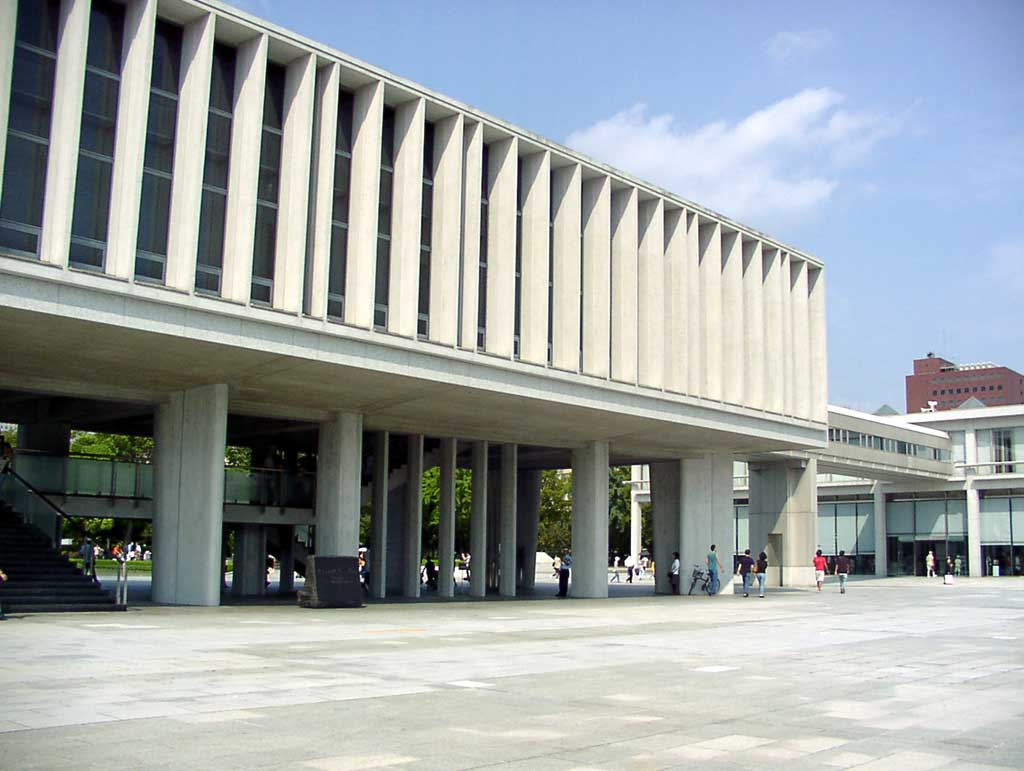
Vista exterior del Museo Memorial de la Paz de Hiroshima

Tras el ataque atómico, Hiroshima fue reconstruida como una ciudad en memoria de la paz. El gobierno japonés continuó pidiendo la abolición de las armas atómicas y a mayor escala por la paz mundial. En mayo de 1949 el parlamento japonés declaró a Hiroshima como «Ciudad de paz» y a Nagasaki como «Ciudad de la cultura internacional».
Tanto en Hiroshima como en Nagasaki se han erigido una gran cantidad de monumentos, esculturas, ceremoniales y parques para recordar y conmemorar los eventos de agosto de 1945.
En Hiroshima destacan:
- Parque Memorial de la Paz de Hiroshima.- El parque cuenta con más de 120 000 metros cuadrados de terreno. Anterior al bombardeo la zona representaba el corazón político y comercial de la ciudad. Cuatro años después del evento se determinó que la zona alojaría edificios dedicados a memoriales de paz.[113]
  - Memorial de la Paz de Hiroshima.- También Cúpula Genbaku (原爆ドーム Genbaku Dōmu?), uno de los edificios que se mantuvo en pie después de la explosión.
  - Museo Memorial de la Paz de Hiroshima.- En este lugar cada año (a excepción de 1950 donde fue cancelada) se realiza una Declaración de Paz por parte del Alcalde de la ciudad.[114]
  - Monumento a la Paz de los Niños.- Monumento erigido en honor de Sadako Sasaki, una niña japonesa que fue expuesta a la radiación de la bomba a los dos años de edad y que a los doce desarrolló leucemia. Con el deseo de vivir, comenzó el senbazuru, antigua creencia japonesa de que al realizar mil grullas de papel se cumplen los deseos de quien las hace. La niña falleció a pesar de haber hecho unas 1400 grullas, pero se creó una asociación para conseguir los fondos necesarios para erigirle un monumento.[115]
  - Salón Nacional a la Paz en Memoria por las Víctimas de la Bomba Atómica de Hiroshima
- Castillo de Hiroshima.- Castillo japonés que fue destruido durante el bombardeo. Fue restaurado en los años 1960.[116]

Entre otros, en Nagasaki se encuentran:
- Museo de la Bomba Atómica de Nagasaki.- Inaugurado en 1996 como parte de los proyectos conmemorativos del 50.º aniversario del bombardeo.[117]
- Salón Nacional a la Paz en Memoria por las Víctimas de la Bomba Atómica de Nagasaki
- Parque de la paz de Nagasaki.- Ubicado en la parte baja de una colina al norte del hipocentro, fue construido para representar el deseo de la paz mundial. Una de sus principales características es una estatua creada por el escultor Seibō Kitamura de 9,7 metros de altura, la cual simboliza el deseo de los habitantes de Nagasaki por alcanzar la paz. Cada 9 de agosto se hace una declaración de paz al mundo frente a la estatua.[118]
- Catedral Urakami.- La catedral fue uno de los edificios destruidos durante el bombardeo y solo uno de sus muros se mantuvo en pie. Fue reconstruida en 1959 y en sus alrededores se muestran objetos que sobrevivieron a la explosión.[119]

## Los bombardeos en la cultura popular

### Música

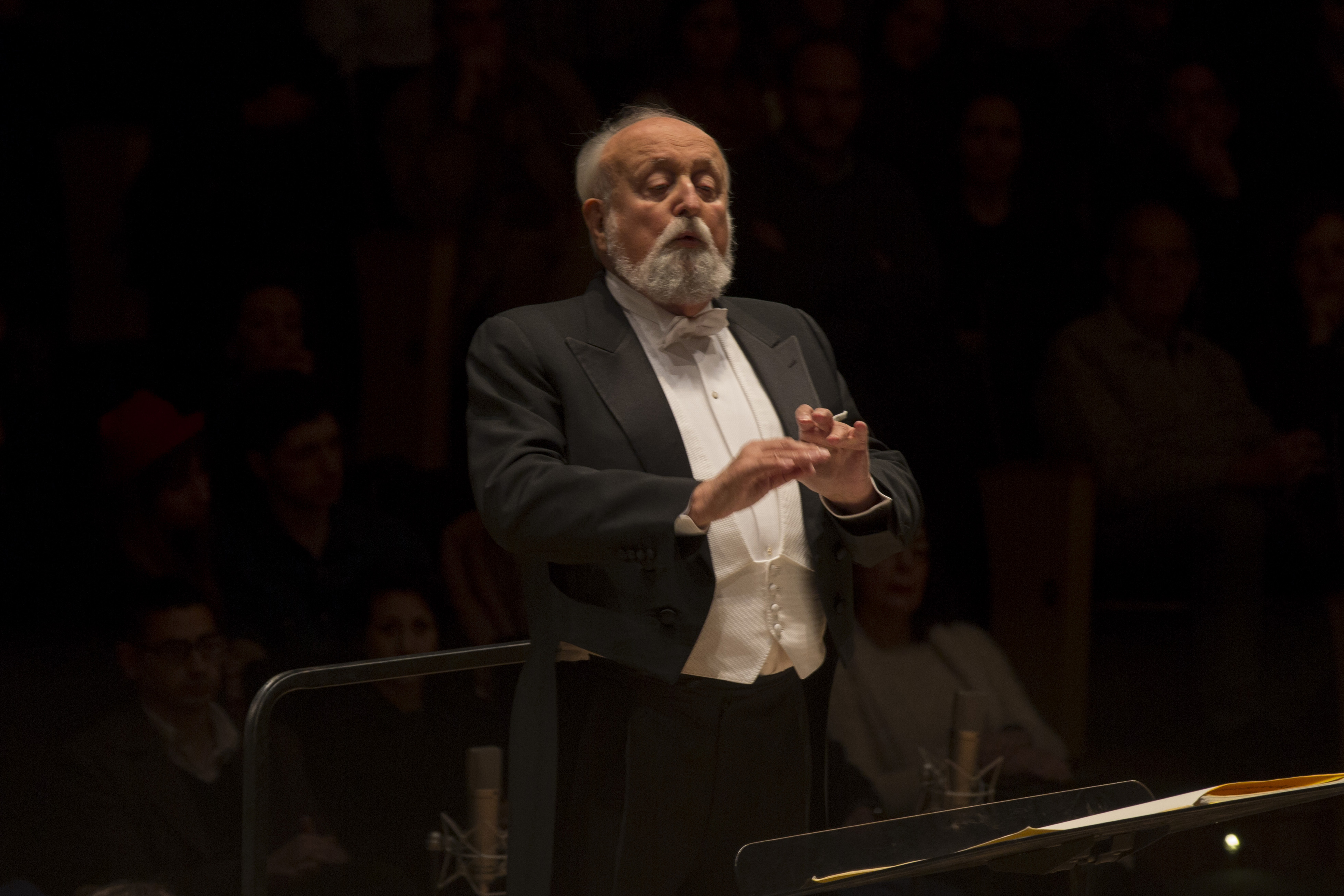
Krzysztof Penderecki

En 1959 el compositor polaco Krzysztof Penderecki realizó una composición musical titulada Treno a las Víctimas de Hiroshima para 52 instrumentos de cuerda frotada, la cual obtuvo el tercer premio en la Competición de Composición Grzegorz Fitelberg en Katowice en 1960. La obra despertó rápidamente un enorme interés por todo el mundo e hizo a su joven compositor famoso. Es una obra disonante que emplea cuartos de tono para conseguir la hipertonalidad y busca la consecución de texturas mediante una serie de efectos en la cuerdas.

"Dejé en el treno expresada mi firme creencia de que el sacrificio de Hiroshima nunca será olvidado ni abandonado"
Krzysztof Penderecki (12 de octubre de 1964) 

El grupo británico de pop rock Wishful Thinking grabó en 1971 la canción antibelicista «Hiroshima» para su álbum de mismo título, donde la letra trataba del bombardeo nuclear por parte de Estados Unidos sobre la ciudad. En 1975 el cantante checoslovaco Jaromir Mayer hizo una versión con los mismos arreglos. La cantante de pop alemana Sandra versionó la canción y la publicó en 1990 como el primer sencillo de su álbum Paintings in Yellow. Decidió grabarla preocupada por los disturbios políticos que ocurrían en países como Líbano, China y Rumania a finales de la década de 1980.

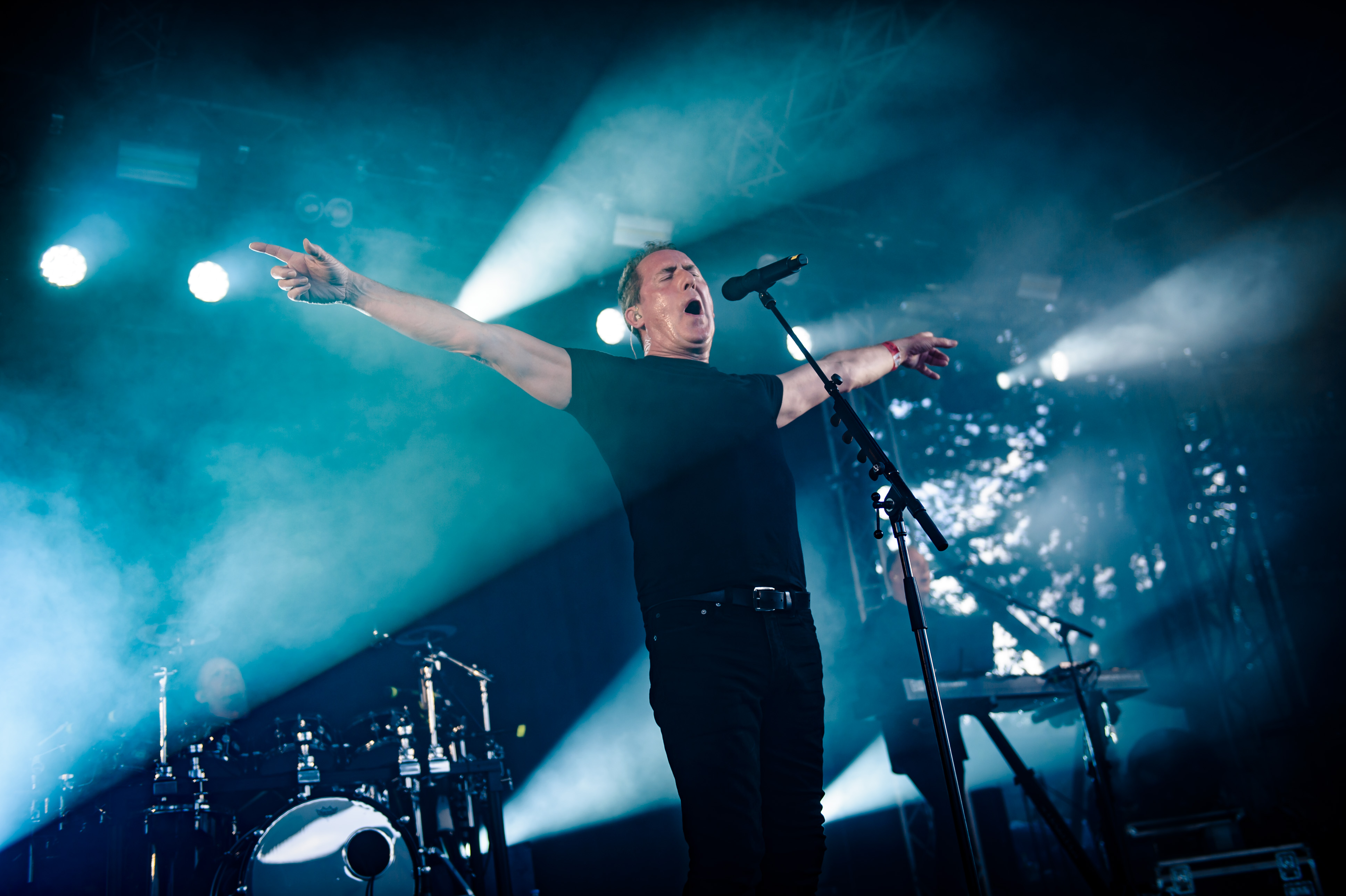
Andy McCluskey integrante de OMD

En 1980 el grupo británico de synth pop Orchestral Manoeuvres in the Dark, más conocido por su acrónico OMD, publicó como cuarto sencillo de su segundo álbum Organisation una de sus canciones más populares: «Enola Gay». Compuesta por Andy McCluskey el título de la canción hace referencia al bombardero Boeing B-29 Superfortress que lanzó la bomba sobre Hiroshima. La letra de la canción cuestiona la decisión de utilizar la bomba e incluye alusiones directas al apodo (Little Boy) o a la hora (8:15) en que fue detonada.

"La gente no entendía cómo esta canción extraña sobre un avión que lanzaba una bomba podía ser un éxito. Pero se convirtió en un pelotazo y vendió cinco millones de copias en Europa. Mucha gente simplemente no sabe de lo que trata. Algunos incluso pensaron que se trataba de un mensaje en clave de que éramos homosexuales".
Andy McCluskey (Efe Eme, 2014) 

En 1983 la banda española de heavy metal Barón Rojo incluyó en su tercer álbum Metalmorfosis un tema llamado «Hiroshima» que critica el uso de la bomba nuclear por parte de los Estados Unidos de América.
La banda de punk estadounidense Box Car Racer, surgida como un proyecto alternativo al grupo Blink-182 entre los años 2001 y 2003, adoptó su nombre debido al bombardero Boeing B-29 Bockscar que lanzó la bomba sobre Nagasaki.

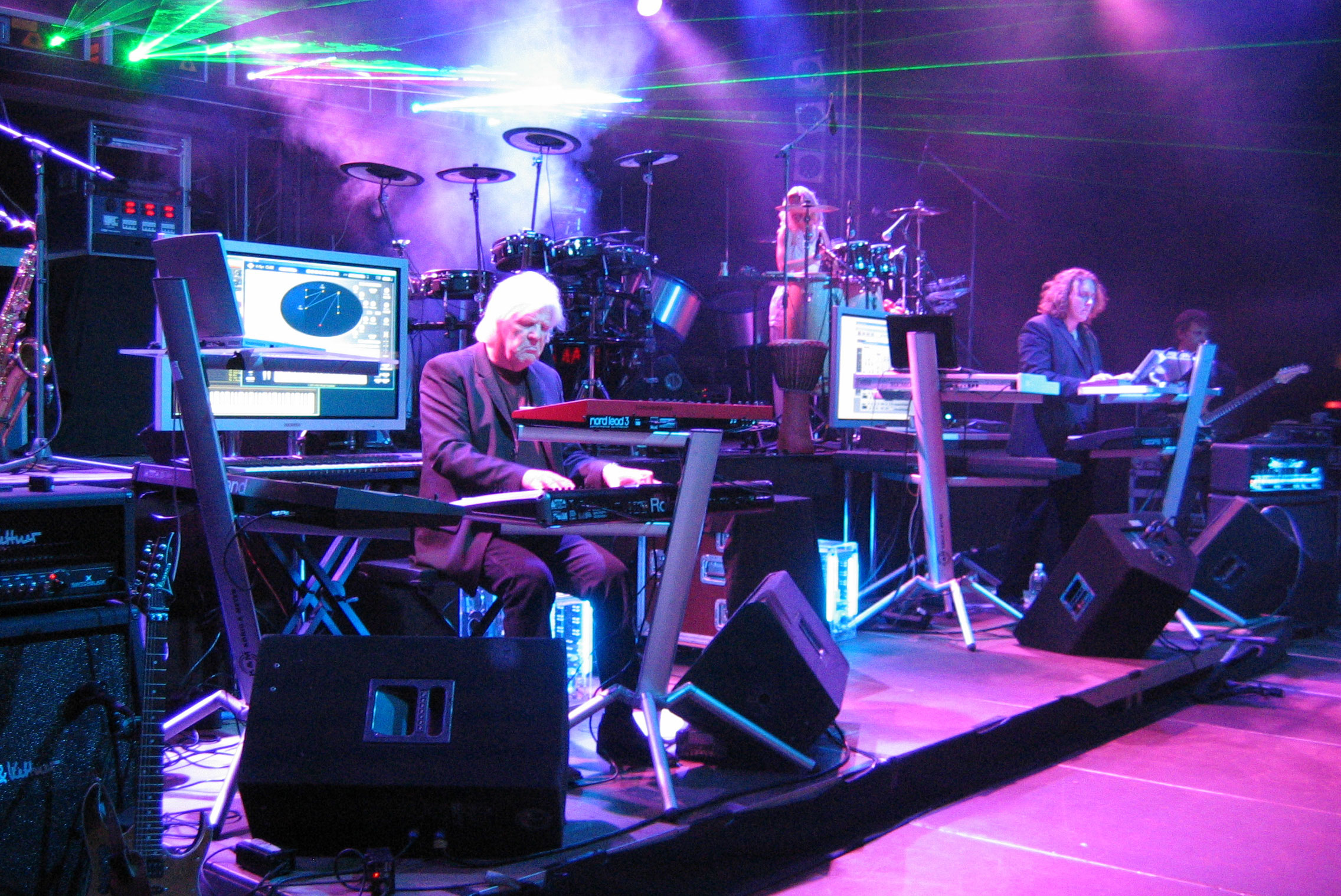
El grupo Tangerine Dream en 2007

El grupo alemán de música electrónica Tangerine Dream publicó, entre los años 2007 y 2010, una pentalogía de álbumes inspirada en estos hechos denominada «The Five Atomic Seasons». Integrada por Springtime in Nagasaki (2007), Summer in Nagasaki (2007), Autumn in Hiroshima (2008), Winter In Hiroshima (2009) y The Endless Season (2010) se trata de una serie de álbumes de encargo a cargo de un hombre de negocios japonés, superviviente a los bombardeos, que contrató a la banda para la composición de estos álbumes.
La banda de power metal Sabaton hizo una canción sobre el evento en su álbum de 2006 Attero Dominatus.

### Filmografía sobre las bombas en Hiroshima y Nagasaki
Los bombardeos de Hiroshima y Nagasaki han sido abordados a través de distintos puntos de vista fílmicos:
- Los niños de Hiroshima (原爆の子, Gembaku no ko, lit. "Niños de la bomba atómica") (1952), dirigida por Kaneto Shindō, es una película dramática japonesa. La obra fue encargada por el sindicato de maestros de Japón y se basó en testimonios en primera persona recopilados por el educador japonés Arata Osada, recogidos en su libro de 1951 Niños de la bomba atómica.[135][136]
- Hiroshima (1953), dirigida por Hideo Sekigawa es un docudrama japonés que cuenta la historia de un grupo de maestros, sus alumnos y sus familias en los años posteriores a la bomba. Está basada, como Los niños de la bomba atómica, en el libro de Arata Osada.[137]
- Godzilla (1954), dirigida por Ishiro Honda e inicio de una exitosa franquicia cinematográfica, aunque no aborde los bombardeos de Hiroshima y Nagasaki es considerado una representación simbólica del efecto que el desastre nuclear ejerció en la sociedad japonesa contemporánea.[138]
- Hiroshima mon amour (1959), del director francés Alain Resnais, es una película cuya trama se ubica en el Hiroshima de la posguerra, donde una actriz francesa y un japonés de Hiroshima comparten recuerdos de la guerra desde sus distintos puntos de vista.[139]
- Hiroshima (1983), dirigida por Mori Masaki, es una película dramática de anime japonés dirigida por Mori Masaki basada en la serie de manga homónima en la que un niño narra los sucesos previos y posteriores al bombardeo de Hiroshima.[140]
- Hiroshima Maiden (1988), película para la televisión, aborda la historia de Miyeko (Tamlyn Tomita) una chica de Hiroshima marcada en su rostro por los efectos de la bomba y que es acogida por una familia estadounidense.[141]
- Lluvia negra (Kuroi ame, 1989), de Shohei Imamura, muestra los efectos sociales de los bombardeos derivados de los efectos secundarios de la radiación. Aunque la trama de la película está basada en hechos posteriores al bombardeo a lo largo de la película se presentan imágenes del mismo.[139]
- Hiroshima: Out of the Ashes (1990), dirigida por Peter Werner, muestra la destrucción de Hiroshima desde la perspectiva de varios personajes antes, durante y después del acontecimiento.[142]
- Rapsodia en agosto (Hachi-gatsu no kyōshikyoku, 1991), penúltima película dirigida por el realizdor japonés Akira Kurosawa, se centra en la relación que tienen distintas generaciones de ambos países ante el recuerdo del bombardeo de Nagasaki.[139]
- Creadores de sombras (1989), dirigida por Roland Joffe, es una película que recrea el Proyecto Manhattan y la relación entre los investigadores que desarrollaron las bombas atómicas.[143]
- La tumba de las luciérnagas (1988), dirigida por Isao Takahata para Studio Ghibli, narra la historia de dos hermanos de 14 y 5 años que quedan huérfanos después de un bombardeo estadounidense.[144]
- Hiroshima (1995) es una película para televisión sobre los procesos de toma de decisiones que llevaron al lanzamiento de la bomba atómica por los Estados Unidos.[145]
- H Story (2001) es un drama japonés dirigido por Nobuhiro Suwa que recrea (como en la película de Resnais Hiroshima Mon Amour) los horrores de los bombardeos para las generaciones actuales.[146]
- The Wolverine (2013), dirigida por James Mangold e interpretada por Hugh Jackman, muestra a Logan, el personaje principal, en Nagasaki en el momento que detona la bomba atómica salvando con su cuerpo a un joven comandante japonés.[147]
- Little Boy (2015), coproducción mexicano-estadounidense dirigida por Alejandro Gómez Monteverde, centra su historia en un niño de siete años que tiene la esperanza de traer a su padre a casa, quien se ha ido a la guerra contra Japón. El título es una referencia a la bomba Little Boy así como a la estatura del niño protagonista de esta película.[148]
- En este rincón del mundo (2017), película animada de Sunao Katabuchi, basado en el manga homónimo de Fumiyo Kōno, narra la historia de una joven de Hiroshima, que se casa y se tiene que trasladar con la familia de su marido a Kure, aquí vivirá la escasez de alimentos, los bombardeos estratégicos sobre Kure y sufrirá junto a su familia las consecuencias de la bomba de Hiroshima.[149]
- Oppenheimer (2023), película dirigida por Christopher Nolan y basada en la biografía American Prometheus de Kai Bird y Martin J. Sherwin, es la historia de J. Robert Oppenheimer, su papel como líder del proyecto Manhattan que llevó a la creación de la bomba atómica, y su posterior lucha para evitar el uso de armamento nuclear.[150]

### Documentales
Inmediatamente después de terminada la guerra, el United States Army Signal Corps organizó una misión para evaluar los daños ocasionados durante los bombardeos. Durante esa misión se grabó The Atom Strikes!, un documental que comienza con la imagen de la explosión exitosa de la prueba en Los Álamos y posteriormente reseña los daños observados en las estructuras de ambas ciudades. Otro documental a manera de propaganda fue A Tale of Two Cities (1946), producido por el Departamento de Guerra de los Estados Unidos.
Entre los documentales modernos destacan Trinity and Beyond (1995) de Peter Kuran, Hiroshima (1996) de Paul Wilmshurst, Hellfire: A Journey from Hiroshima (1986), The Mushroom Club (2005) de Steven Okazaki, Hiroshima (2005) y White Light/Black Rain: The Destruction of Hiroshima and Nagasaki (2007), documental de HBO.

### Manga
El género del manga también ha tratado el tema de los bombardeos, y destacan dos historias inspiradas en estos hechos. La primera de ellas, Hiroshima (Hadashi no gen, 1983), está basada en la historia de Gen, un chico de seis años que vive con su familia en Hiroshima en los días del bombardeo y sus consecuencias. La historia está escrita a modo de una semiautobiografía del autor, el escritor Keiji Nakazawa. También es notable Yūnagi no machi, sakura no kuni, (La Ciudad Al Atardecer, El Pais De Los Cerezos), un manga escrito e ilustrado por Fumiyo Kōno, que cuenta la historia de una familia de supervivientes al bombardeo de Hiroshima, y protagonizada por una chica de veinte años llamada Minami Hirano.